# Баришівка
Ба́ришівка — селище в Україні, адміністративний центр Баришівської селищної територіальної громади Броварського району Київської області.

## Назва
Достовірних відомостей про походження назви немає. Вважають, що це літописний Баруч, який вперше згадується 1125 року, і від нього виводив сучасну назву Андрій Стороженко. Микола Арандаренко вказує на існування в минулому на території сучасної Баришівки поселення Борисівки — володіння київського князя Бориса (XI століття). Сучасне поселення вперше в історичних документах згадується під 1603 роком як Баришівське Городище, а з 1630 року як Баришеве. У народній вимові назва поселення звучала як Баришівка подібно до того, як місто Бориспіль називають Боришпіль. Утворення назви за допомогою суфікса -івка.

## Географія
Баришівка розташована на правому березі річки Трубіж (ліва притока Дніпра), за 6 км на північ від автошляху E40М03(Київ — Харків), за 66 км на південний схід від Києва. Через селище проходить залізниця, на якій розташована однойменна залізнична станція Баришівка. Площа селища складає 14,3  км².

## Історія
На території селища Баришівки та на  її  околицях  знайдені  поселення та могильники  різних археологічних культур, починаючи з ІV  тис. до н.е. (локації в «Переліку пам’яток археології Київської області»). Чимало невеликих  річок та потічків  що збігали між пагорбами до повноводного Трубежа, де було  вдосталь пасовищ і родючої землі,  притягували тих давніх носіїв археологічних культур - поселенців, які  змінювалися  зі зміною кліматичних та демографічних умов.   
На зміну  трипільців-землеробів (ІV –ІІІ тис. до н.е.), яких науковці відносять до так званої Лукашівської хронологічної групи  (с. Лукаші, Баришівської громади), що селилися  на Лівобережжі України  вздовж річки Трубіж від сучасного міста Переяслава до села Світильня Броварського району, приходять  войовничі кочові скотарі - представники археологічної культури шнурової кераміки або бойових сокир -   індоєвропейці «ямники» (мідна доба ІІІ – перша половина ІІ тис. до н.е.). 
В епоху бронзи (друга половина ІІ тис. до н.е. - початок І тис. до н.е.) з’являються з Правобережжя України (Дніпра) представники «білогрудівської» культури,  що займалися відгінним скотарством та землеробством. Як вважають археологи, саме тоді вже  фіксується значна кількість населення у басейні  Трубежа, про що свідчать більше 300 курганних поховань, які  відносяться до  бронзової доби (А.П. Савчук). Також, з цього часу, Трубіж стає водною транспортною артерією, що  з’єднує Десну і річки її басейну з Дніпром в районі міста Переяслава. Де на Трахтемирівському півострові виникає  регіональний вузол торгової та ремісничої діяльності, можливий конкурент  Києва, якщо б не був зруйнований пізніше  скіфами (В.О. Петрашенко, Є.В. Максимов, Ю.В. Болтрик).
Важко уявити, що в давні часи Трубіж був широкою і повноводною рікою. Його річищем ніс води давній Дніпро, далі Десна, тільки коли талі потоки води з льодовика (близько 10200 років тому), що відступав у Скандинавію, розмили Київське плато – остаточно формується русло сучасного Дніпра і пониззя Десни (В.Г.Пазинич).  Але ще в час великих паводків (≈3200 років тому),  деснянські води декілька разів переливалися в Трубіж, підперши річку Остер (В.Г. Пазинич - геологічні відкладення у пригирловій ділянці р. Трубіж). 
За топографією місцевості, берегові підвищення де розташовані зараз Баришівка, села Селище, Коржі, хутір Хлопків є чи не найвищі від верхів’я до нижньої течії Трубежа, що не затоплювалися під час великих паводків. Тобто, вони були безпечними для проживання людей, а повноводний Трубіж став зручним водним шляхом для їх мешканців до Дніпра,  до правобережних домінуючих торгових і ремісничих поселень, саме це спонукало той люд до вибору зазначених  місць проживання (В.П. Гавриленко).
З початку залізної доби (9 ст. до н.е.) і  до 2 ст. н.е. фіксуються поселення археологічних  культур чорноліського  і скіфського часів та ранніх слов’ян – зарубинецької археологічної культури. Також, в цей історичний період, більш інтенсивно використовується  торговий шлях  по  Трубежу, про що свідчать знахідки посуду з грецьких причорноморських міст (залишки амфор на території колишнього шкірзаводу), скіфської зброї (бронзові наконечники стріл – урочище «Бірки»), монет різного часу наприклад,   в урочищі «Рябці»  знайдено з іншими артефактами  римську монету 2 ст. н.е.  
Можна припустити, що до часу зарубинецької культури   територія Баришівки та її околиці тільки періодично заселялися населенням вище вказаних археологічних культур, але вже  з 2 ст. н.е., за висновком вчених (Б.О. Рибаков),  на наших землях виникають постійні поселення,  що залишили нам яскраві артефакти  так званої київсько-черняхівської культури (2 ст. н.е. - початок 5 ст. н.е.). Очевидно, що вони належали племінній еліті, яка проживала  на території майбутньої Баришівки - поховання знатної жінки (черняхівський могильник - район будинку культури) зі скляним намистом, кульки якого були обгорнуті в золоту фольгу, ланцюжок знайдений в урочищі «Острів» - подібний ланцюжками, що з’єднували емальовані бляхи нашийної прикраси з Межигірського скарбу. 
Велике переселення народів (4-5ст.н.е.) та аварські погроми (6 кінець-початок 7 ст.н.е.), очевидно  не оминули наш край та погіршили  демографію території  (значне зменшення артефактів). Степовий коридор вздовж лівого берега Дніпра з півдня і до Баришівки стає звичним шляхом для войовничих номад, з подальшим їх вторгненням на Правобережжя Дніпра. 
З кінця 8 ст. н.е. - початку 9 ст. н.е. виникає (час Хазарського каганату) торговий шлях (хазарський), що з’єднує Лівобережжя України (Чернігів), а далі Київ з Арабськими халіфатами  (містами - Багдад, Самарканд, Бухара, Фергана). Стара частина цього шляху проходила через майбутню Баришівку (М.М. Корінний), яка, очевидно, вже у той час отримала назву за торговельну діяльність населення -  Баруч, що походить від давньоруського барать - обмінювати товар один на інший (В.І. Даль)   та має тюркське забарвлення  бариш, що значить вигода, прибуток (А.В. Стороженко).
За ініціативи  колишнього селищного голови А.М. Семененка, що мав інформацію від ленінградських вчених (можливо, бо всі цінні історичні і археологічні матеріали в радянський період вивозили  до Москви і Ленінграда) вважається заснуванням Баришівки  986 рік. В час будівництва Володимиром Великим (Святославовичем) одного міста і восьми укріплених поселень  (М.М.Корінний), у тому числі  на Трубежі і на Острі:  в сучасному Переяславі стає місто з кам’яними будівлями і захисними мурами, на кінець 11-12 ст. н.е. місто має 11тис. мешканців (М.М.Корінний);  в Баришівці – Баруч з поселення стає городищем, тобто будується дерев’яна фортеця  (М.М.Корінний ); в м. Острі – в Остерському Городку теж з’являється  дерев’яна фортеця.  Не має сумніву, що в Баручі і Остерському городку будівництво городищ (фортець) було обумовлено не тільки захистом територій, але й контролем за регіональною торгівлею (митні збори, нічна безпека торгових караванів)  та місцями постійно діючих  переправ через річки Десну і Трубіж. 
Разом з цим, необхідно вказати, що за матеріалами які доступні в Україні,  перша літописна згадка про Баруч відноситься до 1125 року (Суздальська літопис за Лаврентієвським списком), до часу коли помер Київський князь  Володимир Мономах (колишній Переяславський князь). Взнавши про смерть Київського князя, осмілівши половці вирішили взяти городище, як вказує літописець, щоб полонити торків,  які складали  гарнізон (або входили до військового  гарнізону) Баруча. 
Торки – це тюркомовні кочові племена, частина яких в 10 ст. н.е. переселилася в степові території сучасної України. При підході половців, більш сильного противника, вони шукають захист – наймаються на службу до київських та переяславських князів. Саме такий  кінний підрозділ Переяславського князя Ярополка Володимировича (син Володимира Мономаха) захищав на той час Баруч.
Помилково вважати, як трактують деякі історики або краєзнавці,  що Баруч був зимівником торків. Так, за їхніми міркуваннями, коли підходило літо - торки лаштувалися  до походів на спільного ворога та інше, а зиму пересиджували у своїх пересувних або тимчасових  житлах у Баручі. Але це не так. Всі військові походи руських полків, степовиків та збір данини (полюддя) відбувалися в пізню осінь або взимку, коли замерзали та ставали прохідними річки і болота, про що свідчать літописи та пізніші письмові джерела.  Та й торки, отримавши дозвіл на проживання - засновують свої поселення такі як Торчевськ (пізніше укріплене прикордонне місто) в Київському князівстві, поселення в Переяславському князівстві - сучасні села Мала і Велика Каратуль. Очевидно, що в Баручі вони теж осіли – мали окремий район та  поступово були асимільовані  місцевим населенням.  
Володимир Мономах був видатною особою свого часу, як мудрий політик та військовий полководець. На Переяславський стіл (1073р.) Володимир Мономах прийшов вже як сформований державний діяч Руської Землі, маючі досвід князювання у Ростові, Володимирі, Турові, Смоленську, Чернігові. Його стратегія і тактика у боротьбі з половцями полягала в активній дипломатичній діяльності (мирне вирішення спірних питань), з одночасним активним наступом руських дружин в глиб степу та знищення найбільш ворожих половецьких ханств (відповідь «удар на удар»). У будівництві захисних прикордонних фортець, ровів та валів та залучення на службу для охорони кордонів і фортець (городищ) торків, берендеїв та інших тюркських племен (свої «погані»). Останній рід торків – Читиєвичів (літописні дані), що прийшов зі степу і попросився на службу до князя, можливо  був направлений в Баруч. 
Із-за  погіршення відносин  між Переяславським і Чернігівським князівствами, що залучали половців для грабування та взяття у полон мешканців Переяславщини, Володимир Мономах укріплює оборонні лінії у Потрубіжжі з північної сторони від Переяслава: в Остерському Городку   у 1098 році  будує нову  міцну фортецю, що має три захисні вали та навіть цегляні будівлі (залишок – Остерська Божниця); на майбутніх територіях сучасних сіл  Перемоги, Селища, Веселинівки (Баришівська громада) – городища (дерев’яні фортеці на круглих штучних ґрунтових підвищеннях). Посилює або створює військові гарнізони (залоги) з торків   у Бронь-Князі (сучасне с. Пристроми), у Баручі. Городища у Бронь-Князі і Веселиновці, що перекривали межиріччя річок Трубежа  і Альти – шлях до Переяслава,  не тільки мали оборонне значення,  але й були місцями перебування частини князівської кінноти (І.І. Срезневський ).    
Через 10 років, в 1135 році Ольговичі (Чернігівські князі) разом з половцями знову нападають на Баруч. В цей раз їм вдалося захопити місто, вони його грабують і підпалюють. Було багато забрано в полон людей (для продажу як рабів на південних і західних невільницьких ринках), захвачено худоби і коней (попереднє літописне джерело).  На жаль,  Переяславським князем в цей час вже був Юрій Долгорукий (1134- 1135рр) – князь Володимир-Суздальський, що більше думав про збереження своєї влади  у боротьбі з наступником – братом Андрієм Володимировичем (1135-1142рр) – обидва сини Володимира Мономаха, ніж про зміцнення і захист території Переяславського князівства. Практика заміни адміністрації (посадників та інших в населених пунктах) на своїх - суздальських, викликала невдоволення місцевих феодалів, що призвело до смерті (отруєння) Юрія Долгорукого в 1157р, коли він стає Київським князем (1155-1157рр). Необхідно згадати, що саме він є «хрещеним» батьком московії та безпосередньо  Москви, союзниками якого у протистоянні з Переяславськими і Київськими князями, за літописними даними,  виступали  Ольговичі і половці. 
Можна припустити, що в 1135р. Юрій Долгорукий віддав Остерський Городок і Баруч на розграбування Ольговичам і половцям, для ослаблення місцевої знаті та його супротивників - претендентів на Переяславський стіл. Виторгувавши  за відступ від Переяславського столу Остерську волость (до якої на той час  входив і Ніжин) з центром - Остерський Городок, Юрій Долгорукий повертається на наділені (Володимиром Мономахом) йому суздальські землі, але своїх планів не залишає повернутися в Переяслав (1149р, 1151р) або Київ (1155-1157рр), маючи зручний остерський плацдарм для досягнення мети (Переяслава і Києва). Шлях звідти, в ті часи та пізніше - з московії, до Переяслава або Києва проходив  через (не оминав) Баруч.
Очевидно, що Баруч не зникає як населений пункт Переяславського князівства, але літописних згадок (з наявних літописів) про нього більше не виявлено. Втративши колишнє значення одного з північних оборонних форпостів Переяслава, він залишається, як місце зупинки  торгових караванів на перетині сухопутних і водних торгових шляхів, що ведуть  до Остерського Городка на Володимиро-Суздальські землі (вотчина молодших Мономаховичів), Чернігова, Ніжина,  до Прилук - в сторону майбутнього Воронежа, далі до Волзької Булгарії (контроль за торгівлею між Європою і Азією після Хазарського каганату) та відповідно до Переяслава і Києва. Тільки з 1239 року, після взяття військами Куремси (монгольський полководець хана Батия) Переяслава (березень)  та його загонами населених пунктів вверх по Трубежу  і Остерського Городка, далі Чернігова (жовтень) - історія Баруча зупиняється, але не вмирає. Він залишається невеликим селом, населення якого для виживання  веде натуральний спосіб господарства, через те, що колишні торговельні шляхи втрачають актуальність  - занепадають із-за монгольських погромів торгових контрагентів. Переяславські землі надовго входять в один із найбільших улусів Орди – в Сарайську тьму, населення якої сплачує данину монгольськім урядовцям – баскакам (намісникам хана на  території). 
Пройде що найменше 300 років, поки не з’явиться нова, співзвучна  назва населеного пункту - Баришівка.  Село, що згодом стане сотенним містечком Переяславського полку, зі своїми конкретними особистостями і історією, що не менш цікава, ніж попередня.  

### Княжий період
Заснування Баришівки відбулося в 980—990-ті роки князем Володимиром Мономахом Остерським, він збудував транзитно-торгове місто Баруч. Якщо врахувати середину між цими датами, а вона має найменшу похибку, то заснування Баришівки відбулося приблизно у 985 році.
Баришівка вперше згадується у літописах у 1125—1126 роках як городище Баруч.

### Козацький період
1603 рік — Баришовське.
1630 рік — місто Баришове. 1630 року населення міста брало участь у повстанні Тараса Трясила проти поляків.
З 1648 по 1782 рік Баришівка була центром Баришівської сотні у складі Переяславського козацького полку.
У 1661—1663 роках місто було окуповане польськими військами.
Від 1731 року Баришівка вважалася військовим поселенням.
У 1754 році 108 дворів і бездвірних хат у місті та передмістях отримав бунчуковий товариш, а згодом генеральний суддя (1756—1781 рр.) Журман Ілля Васильович (бл. 1720—1783).
З 1756 року мала церкви.
Від 1775 року Баришівка належала полковнику Сулимі.
Зі скасуванням козацького полкового устрою, містечко перейшло до складу Остерського повіту Київського намісництва. За описом 1787 року у Баришівці було 1058 душ, містечко у володінні різного звання «казених людей», козаків і власників: генерал-майора і надвірного радника Сулими.
Є на мапі 1787 року.
В словнику 1788 року «Словарь учрежденныхъ въ Россіи ярмарокъ» зазначене одне з місць проведення ярмарок: «Боришовка, мѣстечко въ округѣ Малороссійскаго Переяславскаго полку. Здѣсь бываетъ въ году три ярмарки, первая Генваря 1, вторая Маїя 9, третїя Сентября 11; тогруютъ на оныхъ разными мѣлочными товарами и привозимою изъ Донскихъ станицъ мѣлкою рыбою; жители продаютъ рогатой скотъ, лошадей, хлѣбъ, смолу, горячее вино и проч. привозятъ также сюда для продажи жителямъ Крымскую соль».

### XIX століття
Від початку XIX століття Баришівка вже у складі Переяславського повіту Полтавської губернії.
У 1843 році Баришівку відвідав Т. Г. Шевченко і описав відвідини Баришівки у повісті «Прогулка с удовольствием и не без морали».
На 1890 рік Баришівська волость площею 3595 квадратних верст включала 16 сіл загальною кількістю населення 10 885 осіб.
1910 року - містечко, центр Баришівської волості Переяславського повіту Полтавської губернії, 407 господарств, 2080 мешканців.

### Період Перших визвольних змагань
4-5 лютого 1919 року у Баришівці та навколишніх селах відбувся бій між більшовицькими окупантами та Армією УНР (переважно місцеві добровольці). У тому ж 1919 р. настоятелем церкви в Баришівці став священик УАПЦ Петро Тарнавський пізніше єпископ УАПЦ — репресований НКВС у 1938 році.
3 липня 1921 року Баришівська волость увійшла до складу Київської губернії, а з 1923 року містечко стало районним центром Київського округу.

### 1920-ті
У 1923 році 17 сімей незаможників селища Баришівка, що мали 75 га землі, об'єднались у виробниче сільськогосподарське товариство «Нове життя», головою якого став Безкровний С. Г. У 1928 році всі господарства та виробниче сільськогосподарське товариство «Нове життя» об'єдналися в ТСОЗ «Перше травня», головою якого обрали Купріянка І. М. Товариство мало 1200 га угідь. Через рік на базі його організовано сільгоспартіль.

### Голодомор
Під час великого голоду протягом 1933 року в Баришівці померло 309 мешканців, у тому числі дітей до року — 4. За деякими іншими свідченнями ця цифра сягає 360 померлих від голоду жителів. Проте конкретних прізвищ померлих встановлено дуже мало. Місце масових поховань знаходиться на центральному кладовищі при вході зліва.
Мартиролог жителів укладено за свідченнями місцевих жителів Ларионової Е. В. (1925 р.н.) та Чубенко Г. П. (1925 р.н.), записаними у 2008 році художнім керівником РБК Сташук Г. В. Встановлені імена:
- Чубенко Петро Трохимович, 1897 р.н. та його сини:
- Павло, 1923 р.н.;
- Михайло, 1926 р.н.;
- Микола,1928 р.н.;
- Олексій, 1930 р.н

### Репресії 1930-х та антирелігійний терор
У Баришівці набув присадибну земельну ділянку «дачу» репресований НКВС у 1937 р. єпископ УАПЦ Григорій Стороженко.
У середині 1930-х років у місті було зруйновано Успенську церкву.

### Друга світова війна
Радянські війська знову зайняли Баришівку 23 вересня 1943 року.

## Сучасність
17 липня 2020 року, в результаті адміністративно-територіальної реформи та ліквідації Баришівського району, смт увійшло до складу Броварського району.
Під час нічної атаки російських військ 3 березня 2022 року сили 72-ї бригади ліквідували десяток ворожих солдатів, знищено 3 ворожі бронемашини піхоти, окупанти відступили.

## Населення
Станом 1923 рік у селі Баришівці, центрі Баришівського району, проживало 2165 мешканців.
Станом 1959 рік у Баришівці населення становило 6 тисяч мешканців.
2001 року в селищі мешкало 11178 осіб, що становило 105,6 % до 1989 року.
За національним складом розподіл населення такий:
- українці — 94 %,
- росіяни — 4,7 %,
- білоруси — 0,5 %,
- євреї, поляки та інші — 0,8 %.

## Інфраструктура
Економіка
У Баришівці працюють підприємства  легкої, харчової, переробної та інших галузей промисловості. Також  розвивається мале підприємництво з надання різних послуг місцевому населенню та дачних кооперативів, що достатньо щільно прилягають до селища, загальна кількість мешканців в яких (постійних і тимчасових) вже досягає кількості мешканців селища.
Головні діючі  підприємства   Баришівки, що мають власні засоби виробництва на території селища (будівлі, обладнання, транспорт та механізми).
ПрАТ «Баришівськи шкірзавод» -  найстаріше підприємство Баришівки, що майже безперервно функціонує ще з 19 століття. Зараз на  шкірзаводі проводять дублення шкір, фарбування та оздоблення шкіри і  хутра.  
ПрАТ «Молнія» - одне з найбільших підприємств в Україні з виготовлення застібок для одягу, взуття та інших виробів.
ТОВ «Хеч Тек Україна» - підрозділ нідерландської компанії в Україні з виготовлення промислових стаціонарних і мобільних (на автомобільному шасі) інкубаторів для птахівництва.
ТОВ «Укрполімерконструкція» - виготовлення полімерних труб для водопостачання, газопостачання, водовідведення, фасонних частин до них та інших полімерних виробів.
ТОВ «Баришівський м’ясокомбінат» - забій великого рогатого скота, виготовлення різних м’ясних виробів, у тому числі м’ясних консервів.
Будівельні та монтажні організації.
ТОВ «Трубіжводексплуатація» - спеціалізоване підприємство з будівництва і ремонту об’єктів водного господарства, будівельних робіт нульового циклу (земляні роботи, фундаменти  тощо).
ВАТ «Монтажник України СМК Спецмонтаж-3» - спеціалізоване підприємство з  монтажу  мереж газопостачання, водопостачання, каналізації, також проводить інші спеціальні монтажні роботи.
ТОВ «Капітал Інвест» - спеціалізоване підприємство з електромонтажних, санітарно-технічних робіт, тощо.
ТОВ «ПМК-12» - підприємство  загальнобудівельних і ремонтних робіт.
Підрозділи регіональних підприємств  сільського  господарства, що розташовані на території селища.
ТОВ «Баришівказернопродукт» - зберігання і переробка зерна на муку.
Баришівська зернова компанія   - зберігання зерна, калібрування сої.
Інші підприємства і організації.
Трубізьке управління меліоративних систем - забезпечує експлуатацію і обслуговування Трубізької осушувально-зволожувальної системи (виробнича діяльність в колишніх Баришівському, Яготинському, Переяславському, Броварському районах Київської області  та в Козелецькому районі Чернігівської області)
Підприємства торгівлі, харчування  та малий  бізнес.
Існуюча торгівельна мережа  представлена 77 продовольчими та непродовольчими магазинами. Серед них найбільшими є мережеві та регіональні, такі як «Фора», АТБ, «Салтівський м’ясокомбінат», «М’ясник», «Українські ковбаси»,«Аврора», «Анді», «Єва», «Конфіскат», тощо та місцеві «Максі», «Стоп», «Будмайстер» та інші. Також, в Баришівці діють  два щоденні ринкові комплекси і один вихідного дня (неділя). Разом з тим, в межах населеного пункту наявні заклади громадського харчування – ресторани «Трубіж», «Маестро» і 3 кафе та 11 спеціалізованих кав’ярень, де можна зустрітися з друзями або провести бізнесову зустріч, скоштувати смачних страв, кави з тістечками або морозива. 
Є 19 станцій та пунктів технічного обслуговування, ремонтів, мийки, шино монтажних робіт для легкового і вантажного автотранспорту, 2 майстерні з ремонту взуття, 3 майстерні з ремонту одягу, 1 майстерня з ремонту пральних машин, холодильників, газових плит, 5 перукарень та надання інших послуг для населення (ремонт оргтехніки, ксерокопіювання, ремонтно-будівельні роботи, юридичні, нотаріальні, транспортні послуги).
Кредитно-фінансові та інші установи.
В селищі діють відділення «Ощадбанку», «Приватбанку», «Райфайзен банку Аваль», «Кредіагріколь», два відділення «Укрпошти» та «Нової пошти», відділення «Розетки» і «Епіцентру». Розвинута оптико волоконна Інтернет мережа місцевого провайдера «Баришівка нет»,  також  аптечна  мережа, що представлена аптеками  «Подорожник», «Оптових цін», «Будьте здорові», «Соціальна аптека» та іншими, всього -10 аптек, які розташовані не тільки в центрі населеного пункту, але й в різних житлових мікрорайонах.  
Транспорт та сполучення.
Зовнішній зв'язок селища Баришівка  в напрямках Київ та інші населені пункти здійснюється залізницею (електрички), автобусними маршрутами, індивідуальними видами транспорту (на 2024 рік кількість приватних автомобілів в селищі становила  2698 шт.). Через населений пункт проходять автомобільні дороги загального користування:  Т-10-18 «Бориспіль-Березань-Яготин», Т-10-25 «Баришівка–Переяслав»; місцевого значення 0100112 – «Баришівка – Перемога», 0100106 – «Баришівка –Лукаші/Дернівка», 0100103 – «Баришівка – Бзів». Одним з головних перевізників в селищі та до міста Києва є ТОВ «Троїцька Артіль», маршрутні автобуси якого відправляються з центру Баришівки та залізничного вокзалу через кожні 45 хвилин до станцій метро «Лісова» та «Харківська».  
Житлове і комунальне і господарство.
Наявний житловий фонд селища представлений  садибною житловою забудовою – 3017 будинків до 2-х поверхів (67,3% від загальної житлової площі) та 53 багатоквартирними будинками до 5 поверхів (2100квартир). Середній розмір існуючих садибних будинків становить 100м2, квартир -70м2, а забезпеченість житлом 40м2/особу в приватному секторі і 35м2/особу в багатоквартирних будинках. Обслуговування багатоквартирних будинків та прибудинкових територій проводять дві приватні управляючі компанії ТОВ «Баришівка – мій дім» та ТОВ «Баришівка –Сервіс».
Для усунення  невідповідностей між зростанням багатоквартирного жилого фонду по відношенню до існуючих інженерних мереж  та забезпечення населення якісною питною водою з кінця 80 років минулого століття та до початку двохтисячних  років проводилася значна реконструкція і розвиток  систем водопостачання та водовідведення селища. Були побудовані: новий лінійний водозабір артезіанської води; станція очищення та знезараження з резервуарами збереження питної води;  насосна станція другого підйому та 8 кілометрів  магістральних водопровідних мереж, що трьома кільцями обхватили населений пункт та забезпечили безперервну подачу води споживачам у квартальні мережі. Зараз загальна протяжність всіх водопровідних мереж селища досягла 56 кілометрів. 
Для формування централізованого водовідведення від житлових мікрорайонів  було побудовано 3 кілометри самопливних каналізаційних колекторів, до яких  підключені квартальні мережі, додатково 3 каналізаційні насосні станції та  5,5 кілометра напірних  колекторів у двохтрубному виконанні для відведення  стічних вод на каналізаційні очисні споруди та до головної каналізаційної насосної станції. Після цього загальна протяжність всіх каналізаційних мереж  досягла 34 кілометрів.
Питна вода, що подається в селище, з Бучацького водоносного горизонту, відноситься до прісних гідрокарбонатних магнієвих вод з мінералізацією до 450мг/дм3 та жорсткістю до 2мг∙екв/дм3. Вона приємна на смак та захищена від потрапляння з поверхні забруднень шаром слабопроникних порід, що складаються з мергелю і бурого вугілля, загальною товщиною до 40м. Також, артезіанський басейн  навколо та на території селища представлений багатошаровими водоносними горизонтами:  четвертинним, для технічного водопостачання, із-за антропогенного забруднення і  підвищеного вмісту заліза; бучацьким - з якісною прісною водою з незначним підвищенням  домішок заліза; сеноманським і юрським - з якісними водами, але більшої жорсткості. 
Що стосується теплових мереж і джерел тепла -  останні в результаті децентралізації теплопостачання, значно зменшилися і представлені лише локальними ділянками і 6 котельними  на твердому паливі (заміщення природного газу) з котлами потужністю до 1000 кВт.
Наявність достатніх обсягів підземних вод, розвинутих інженерних мереж повинно стати заохоченням для майбутніх інвесторів - забудовників житла, промислових та інших об’єктів для можливого вкладання коштів  на території селища.  
Комунальне та громадське майно спільного користування обслуговують спеціалізовані комунальні та приватні підприємства. Це підприємства Баришівської селищної ради:  КП БСР «Господар», що  експлуатує об’єкти водопостачання і водовідведення; Баришівська ЖЕК, яка після передачі обслуговування багатоквартирних будинків та прибудинкових територій приватним управлінським компаніям, забезпечує благоустрій і освітлення території селища, вивезення твердих і частково рідких побутових відходів, експлуатує комунальні котельні і теплові мережі та сміттєзвалище.
Освіта
Перші відомості про освіту в Баришівці відносяться до першої половини 18 століття. При Баришівських церквах діяли приходські школи. 
У 1925/1926 навчальному році в селищі Баришівка працювали три початкові й одна семирічна школа, у яких навчалося 86 % дітей шкільного віку. У роки війни приміщення шкіл були зруйновані, багато вчителів перебувало на фронті.
13 листопада 1943 р. розпочалося навчання у семирічній школі, яку в 1961 р. було реорганізовано у восьмирічну.

### Баришівська ЗОШ І—ІІІ ст. №1
У 1937 році Баришівську школу було розділено на дві — середню та семирічну. Перший випуск учнів середньої школи відбувся в 1937 р. Уперше в історії Баришівки 62 учні здобули середню освіту.
У 1939 році Київський облвиконком ухвалив рішення про будівництво у 1940 році нового приміщення школи в Баришівці, у якому у вересні 1940 року почалося навчання, що тривало до 22 червня 1941 року. У роки тимчасової окупації (1941—1943) у цьому приміщенні було гестапо. Відступаючи у вересні 1943 року, фашисти висадили школу в повітря, залишилися тільки сходи й уламки стін.
З вересня 1943 року у середній школі навчалося 610 учнів, об'єднаних у 17 класів, але класних кімнат було 12.
У 1970-х роках школа розташовувалася у трьох приміщеннях і працювала у дві зміни. У 1972 р. була висунута ідея добудови школи.
У 1977/1978 навчальному році педагогічний і шкільний колектив Баришівської середньої школи було переведено в нове приміщення, а в будівлю старої середньої школи перейшла восьмирічна школа, яка в 1981 р. була реорганізована в Баришівську середню школу № 2.

### Баришівська ЗОШ І—ІІІ ст. №2
Баришівська ЗОШ I—III ст. № 2 була заснована у 1930-х роках XX століття як Липняцька восьмирічна школа. У 1978 Липняцьку восьмирічну школу було реорганізовано в Баришівську середню школу № 2. Колектив школи перейшов у приміщення по вул. Центральній, 33.
У 1981/1982 навчальному році було зроблено капітальний ремонт шкільного приміщення, переобладнано кабінети, поновлено матеріально-технічну базу. У 1983 р. відбувся перший випуск учнів. Зусиллями педагогічного та учнівського колективів у школі було відкрито музей Хліба.
Станом на 1 вересня 2008 у школі навчалося 715 учнів, навчання яких здійснювали 55 педагогів.

## Культура, ЗМІ
Заклади культури Баришівки:
- районний будинок культури;
- Стадіон «Прогрес»;
- Центр дитячої творчості «Мрія» [Архівовано 17 вересня 2016 у Wayback Machine.];
- Баришівський музей Т. Г. Шевченка;
- історико-краєзнавчий музей;
- декілька бібліотек, у тому числі районні доросла й дитяча.

У Баришівці видається районна газета — «Баришівські вісті».

## Відомі особи
У Баришівці народилися:
- церковний проповідник і перекладач Андрій Братановський-Романенко (1761—1805),
- український видавець Стефан Кульженко (1837—1906)
- літературознавець, доктор філологічних наук Петро Колесник (1905—1987),
- доктор філологічних наук І. Недільний,
- доктор філологічних наук Г. Недільний,
- доктор технічних наук Данило Рабкін,
- художник-графік Іван Бутник (1881—1927),
- художник-графік Степан Бутник (1874–1952),
- поет Олександр Сорока (1901—1941),
- письменник, журналіст, історик, етнограф, художник і громадський діяч Григорій Коваленко (1868—1937, репресований),
- поет, доктор медичних наук Федір Тишко.
- режисер-постановщик Корж Макс(1956—2013)
- упродовж 1920—1923 у місті працював видатний український письменник Микола Зеров.
- Герасименко Світлана Іванівна (1945) — український і таджицький астроном, відкривач комети Чурюмова-Герасименко.
- Надоленко Геннадій Олексійович (1970) — Посол України в Державі Ізраїль з 2010 року.[15]

## Місто-побратим
На сьогодні містом-побратимом Баришівки є місто Пуллах, Німеччина, повна назва Пулаха — Пулах-ім-Ізарталь (нім. Pullach im Isartal).

## Пам'ятники
У селищі — пам'ятники Т. Шевченку (погруддя), В. Леніну (знесено), меморіал і братська могила (біля селищного кладовища) радянських воїнів Другої світової війни, пам'ятний знак на честь воїнів-«афганців», пам'ятний хрест на честь першої літописної згадки про поселення.

## Галерея

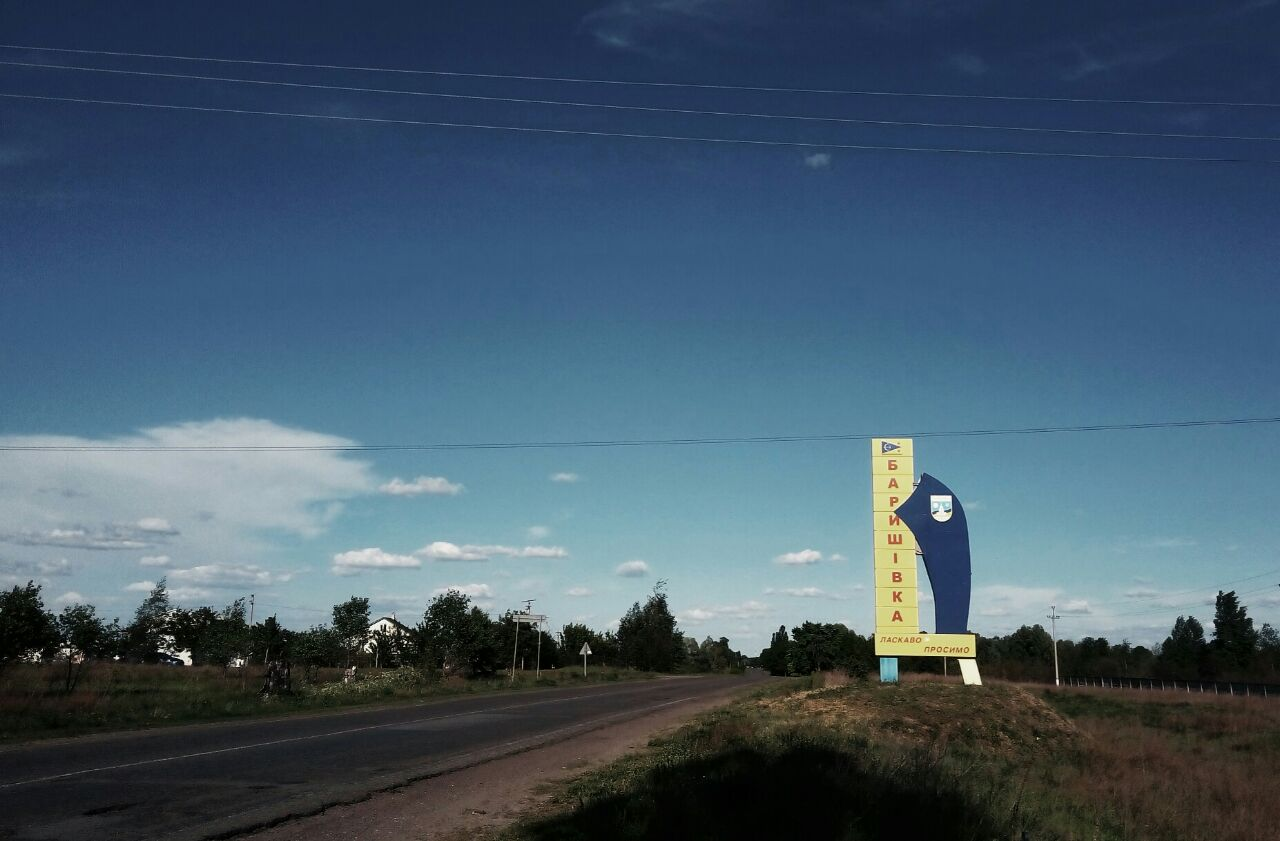
Західна стела Баришівка
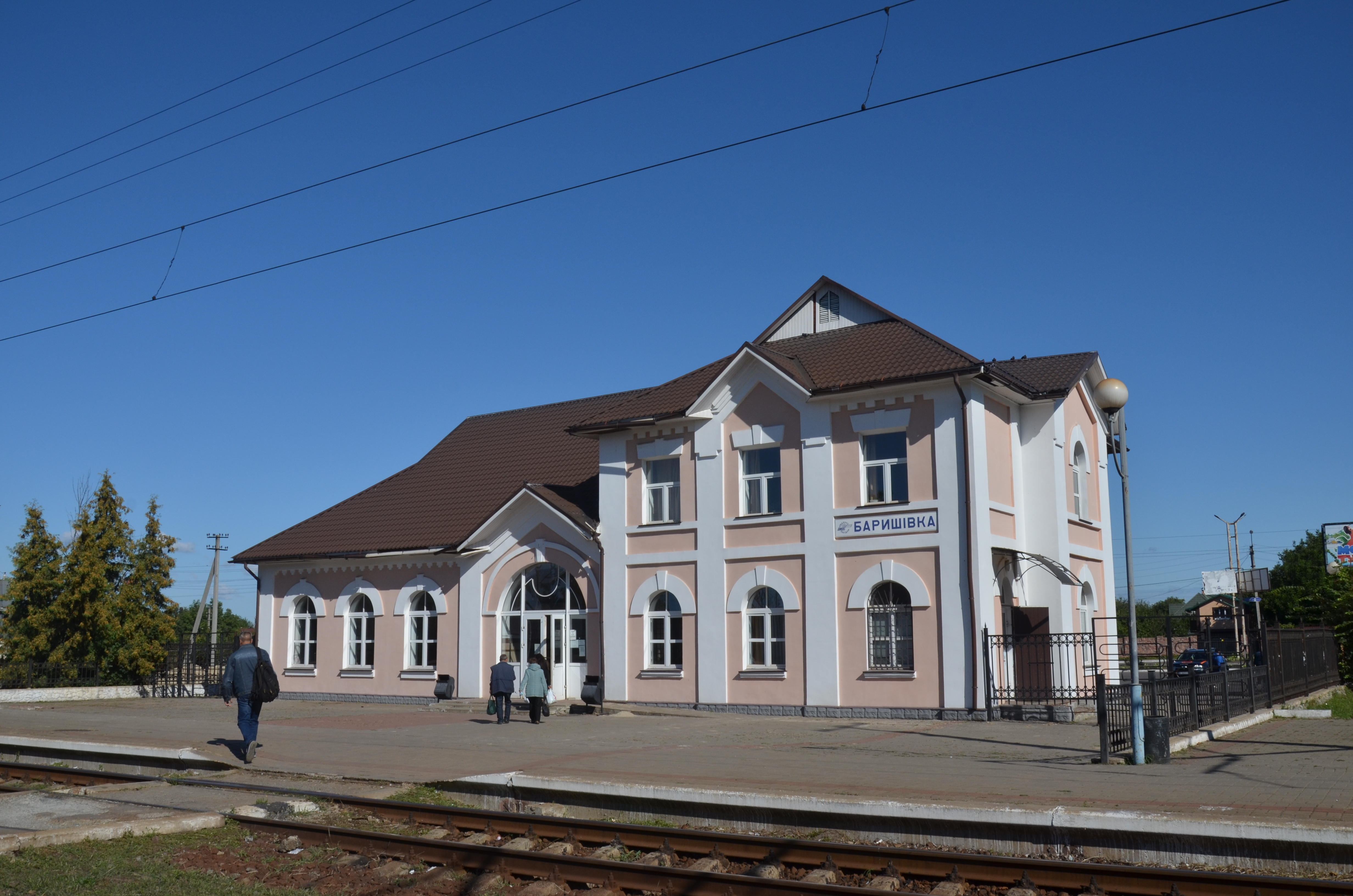
Залізнична станція Баришівка
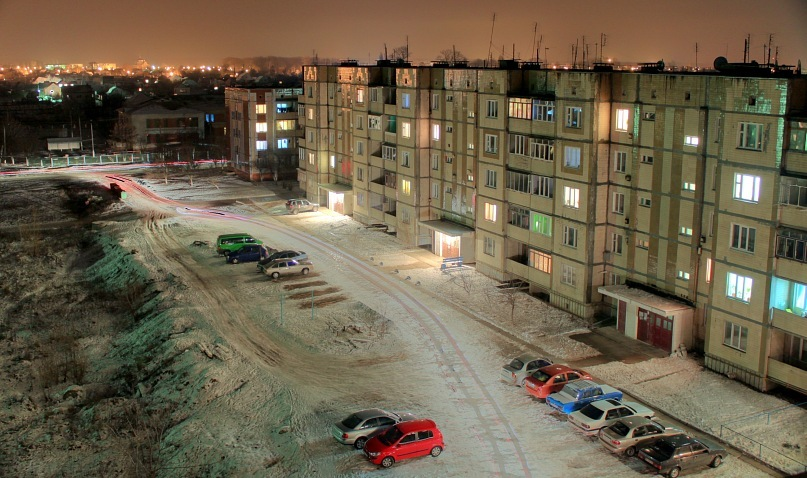
Радгосп — західний мікрорайон
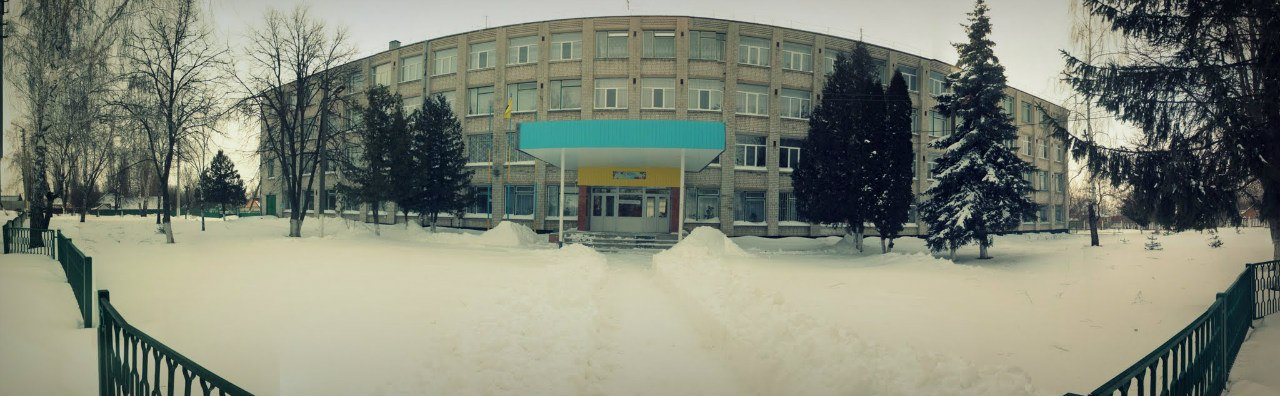
Баришівський навчально-виховний комплекс «Гімназія-загальноосвітня школа І—ІІІ ступенів»
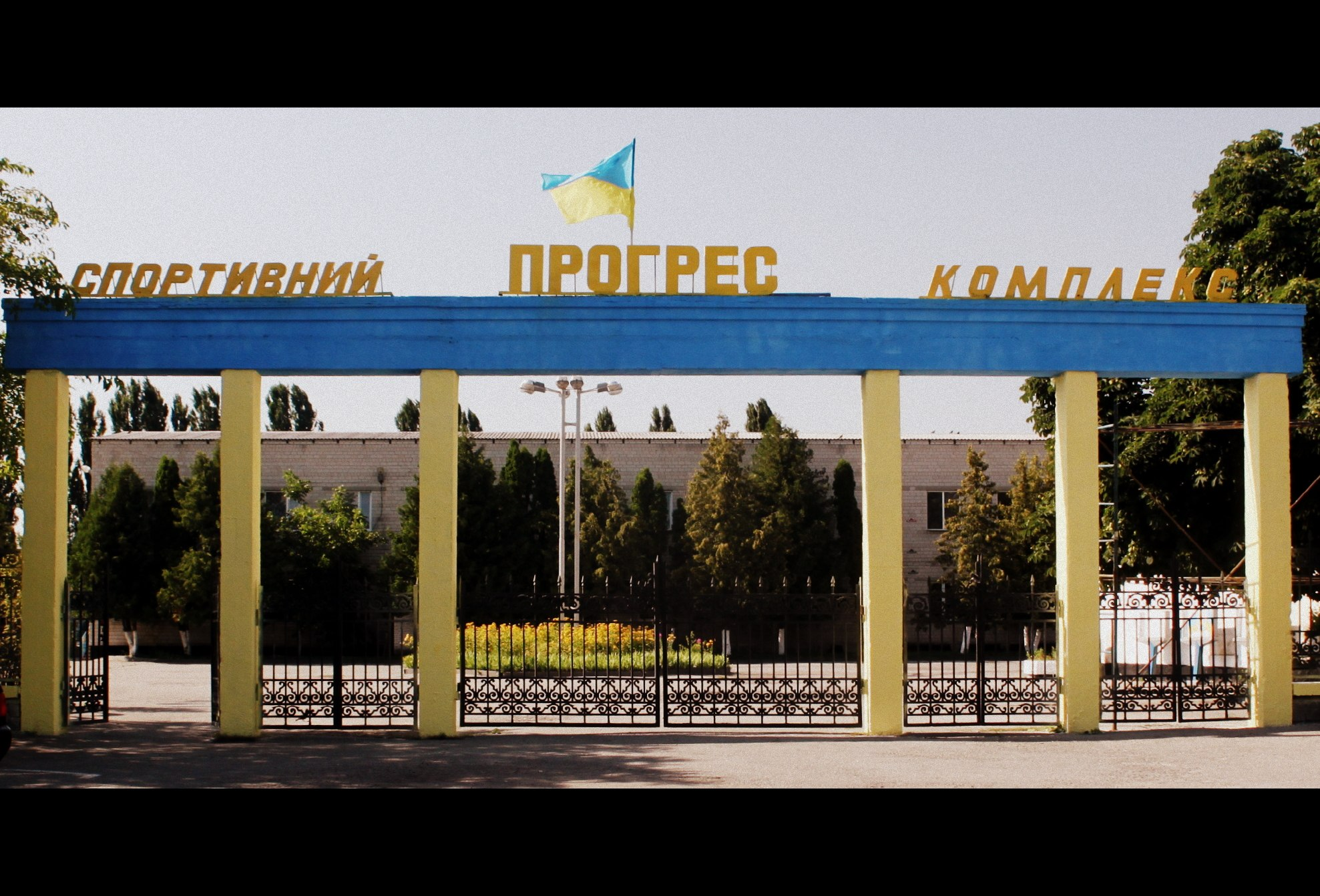
Головний вхід стадіону "Прогрес"
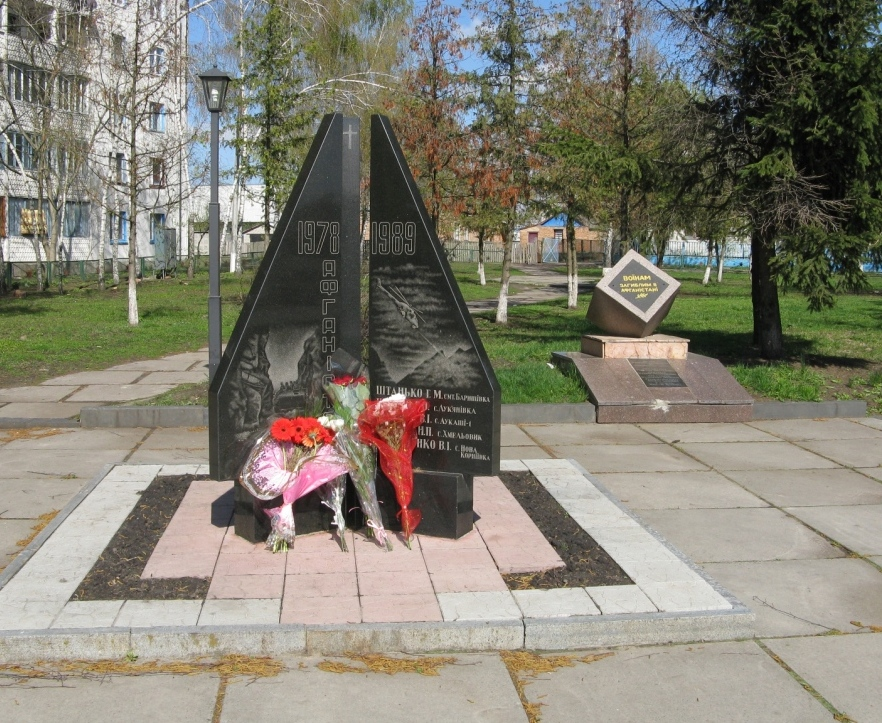
Пам'ятник жителям Баришівки, загиблим на афганській війні
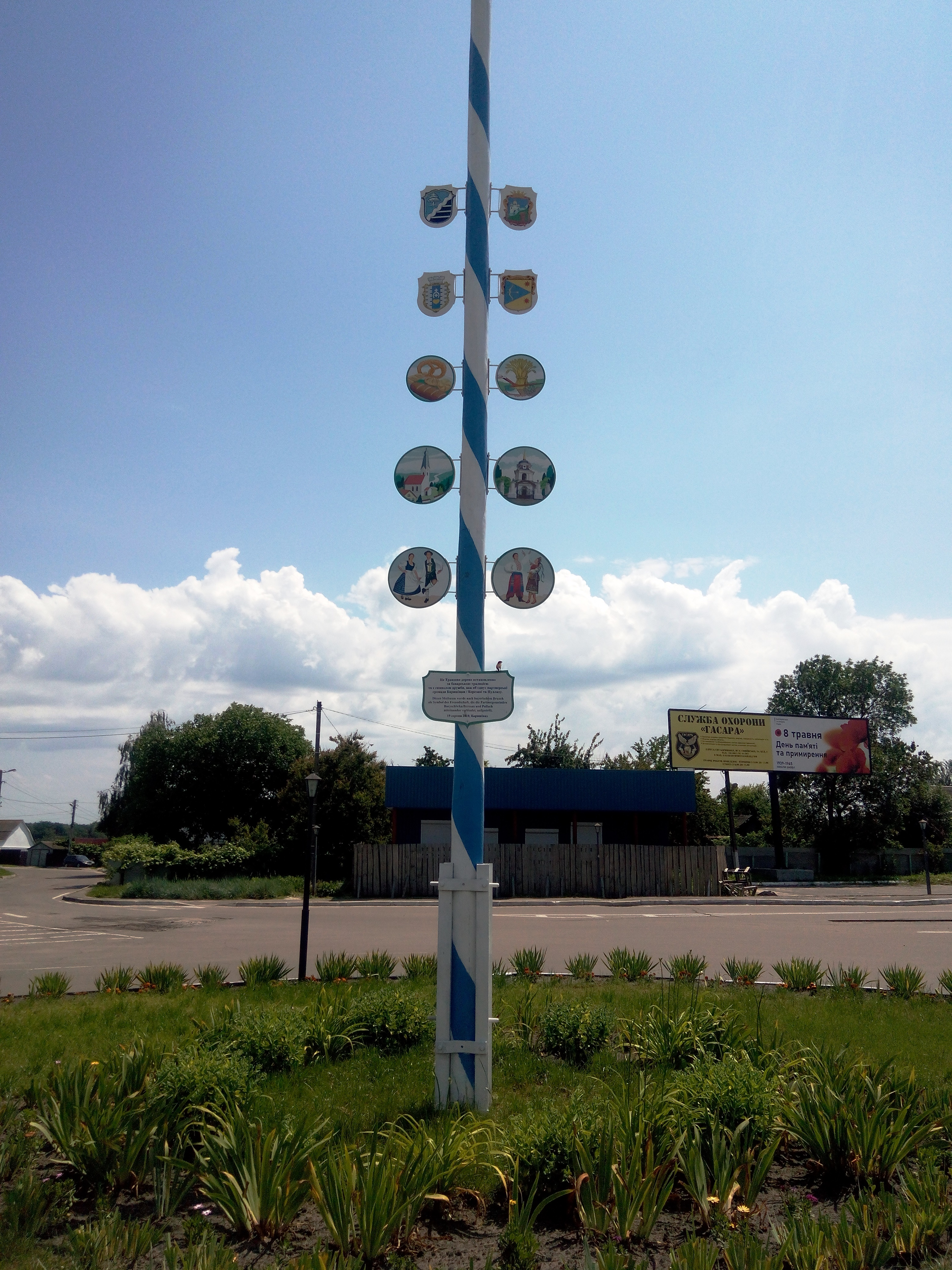
«Травневе дерево» на честь дружби між Баришівкою і містом Пуллах (Німеччина)
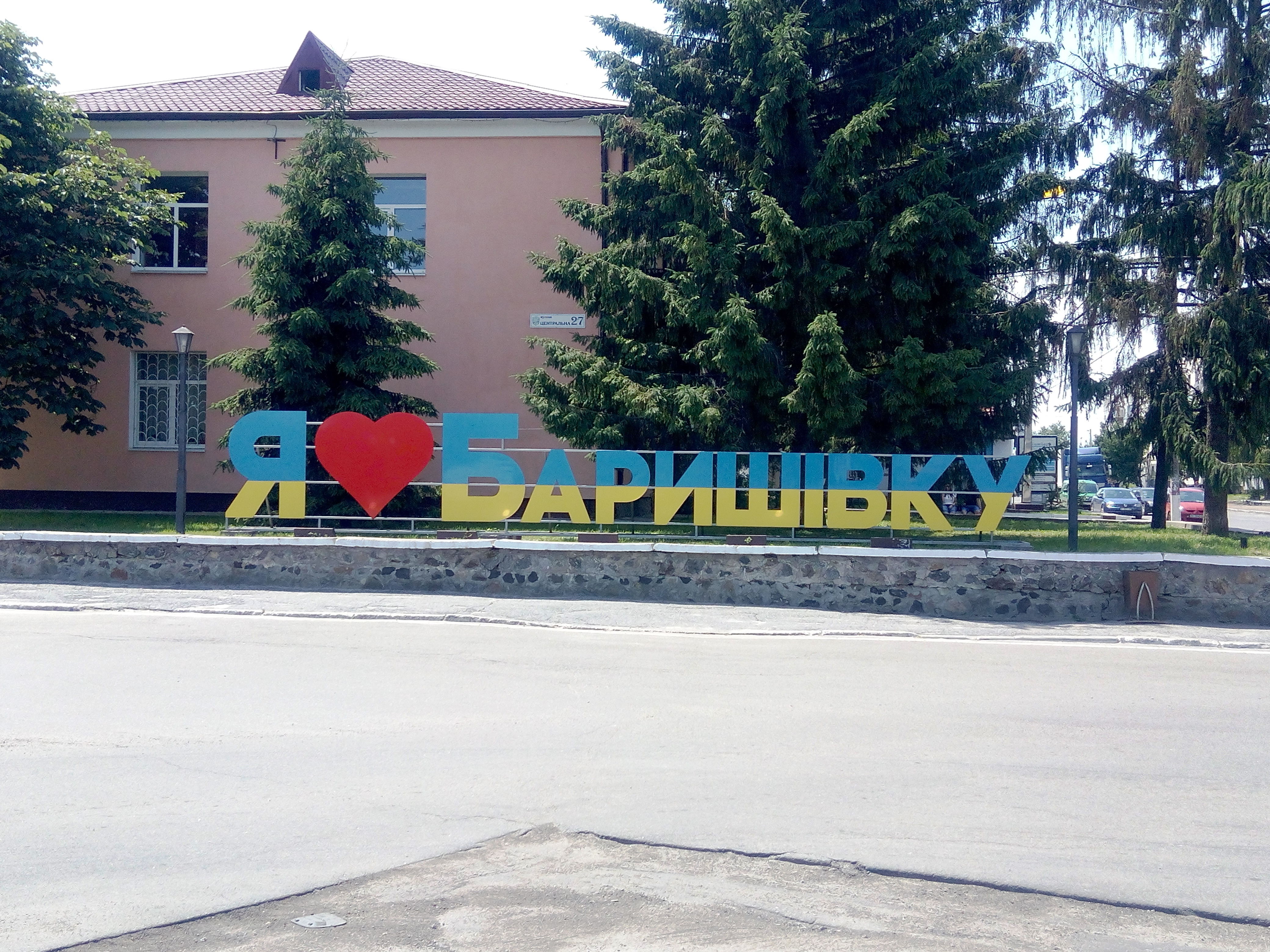
Арт-об'єкт «Я кохаю Баришівку»
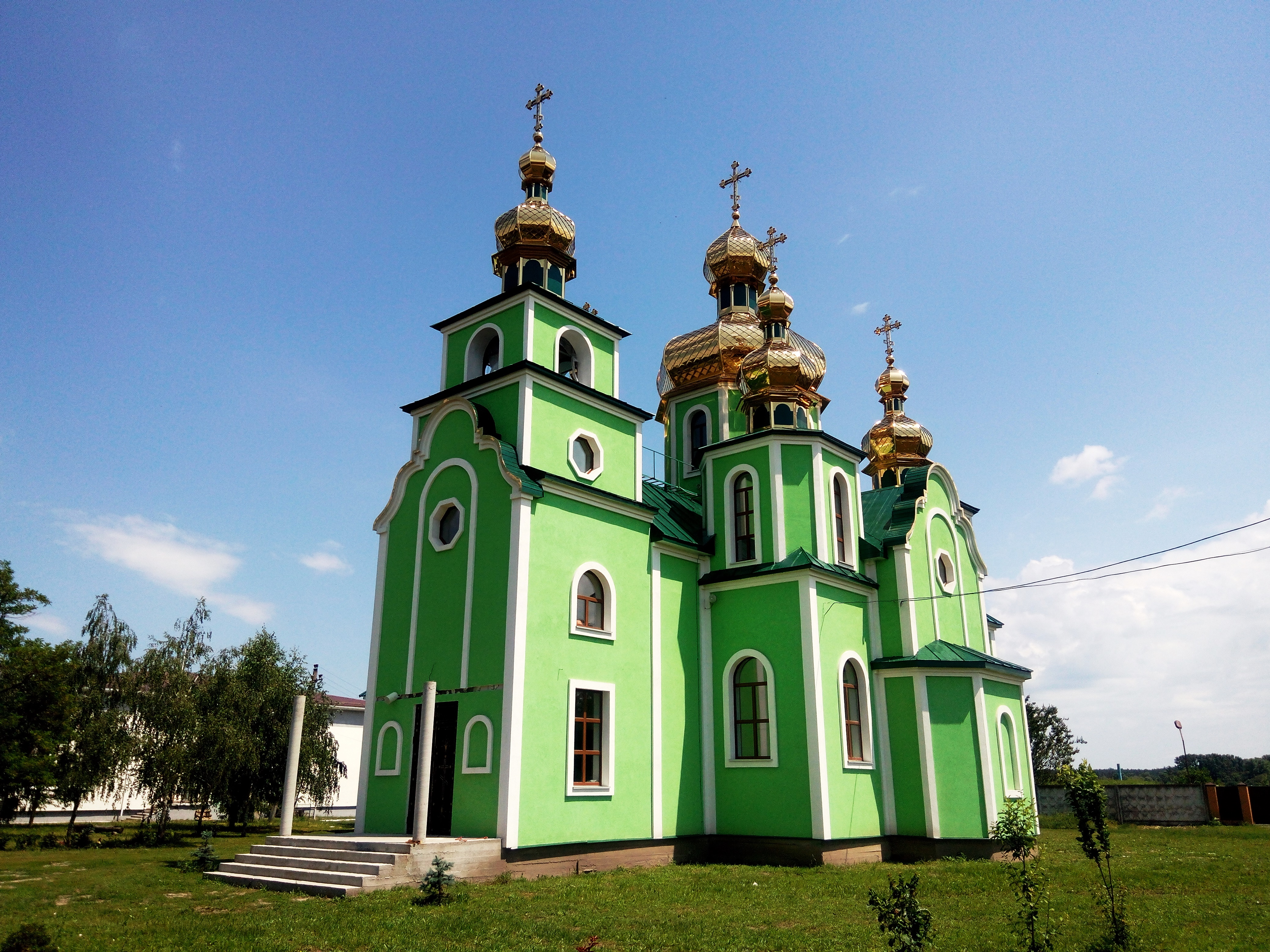
Свято-Троїцька церква
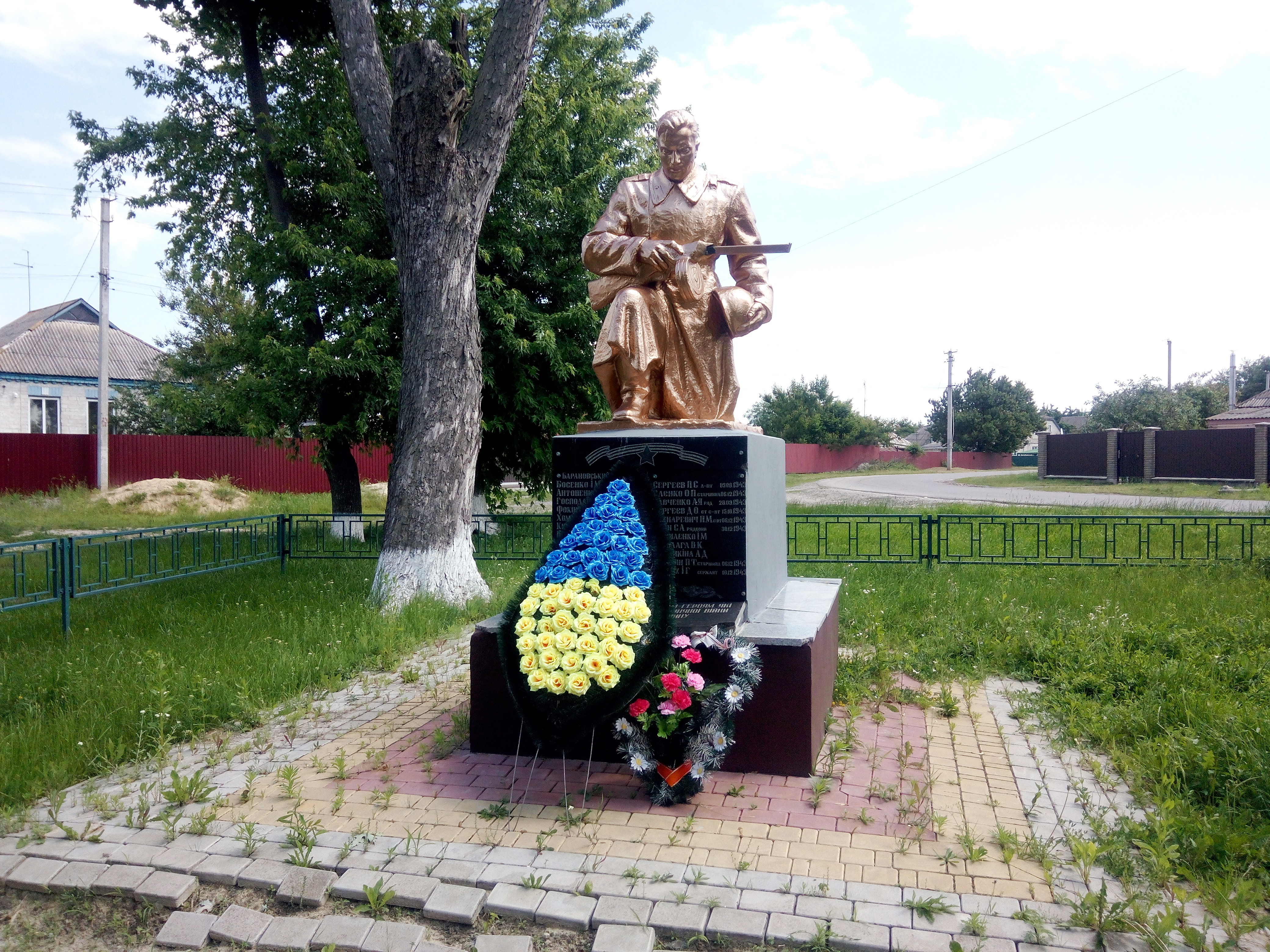
Пам'ятник невідомому солдату
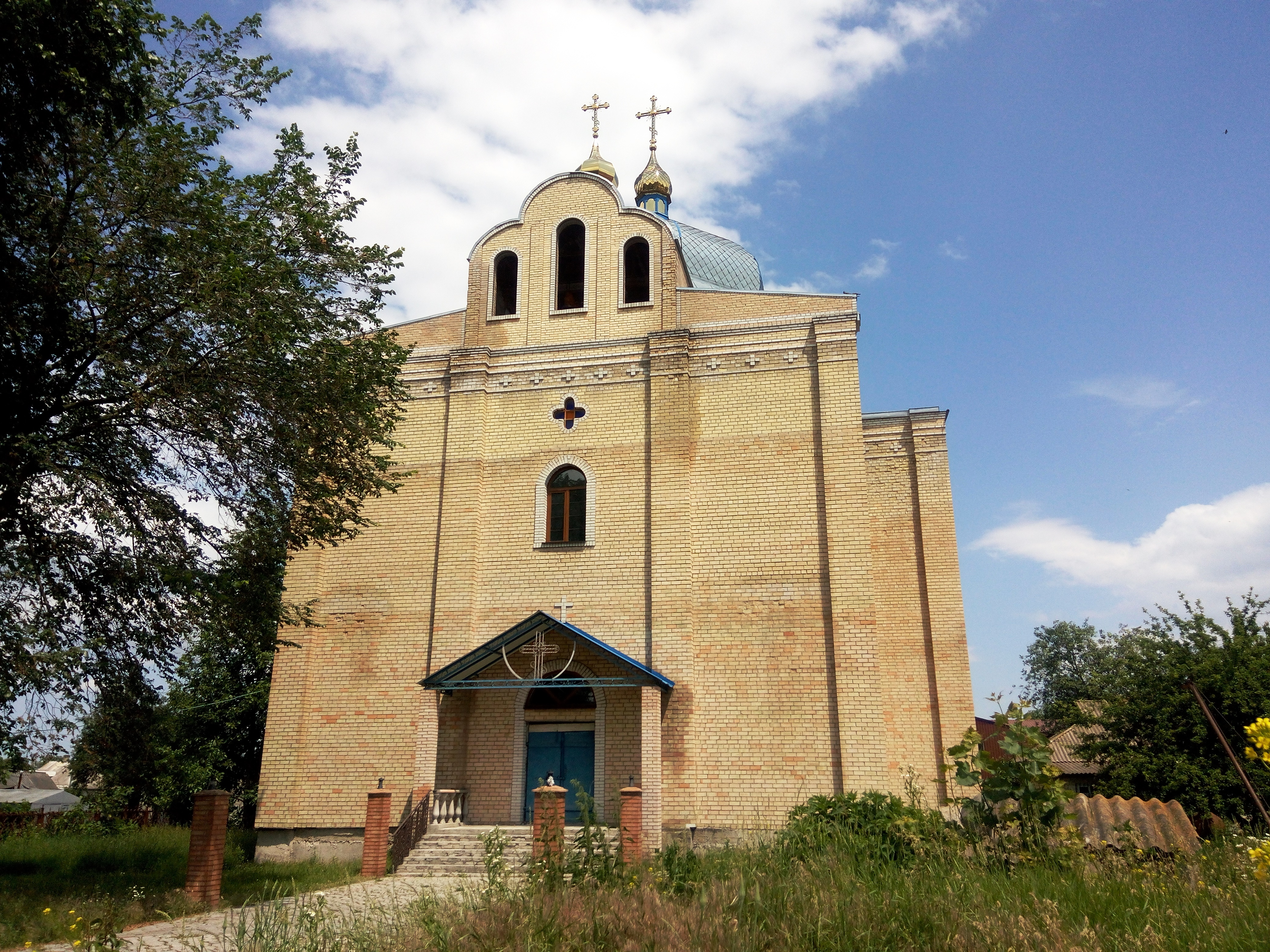
Храм на честь Благовіщення Божої Матері
Баришівський історико-краєзнавчий музей
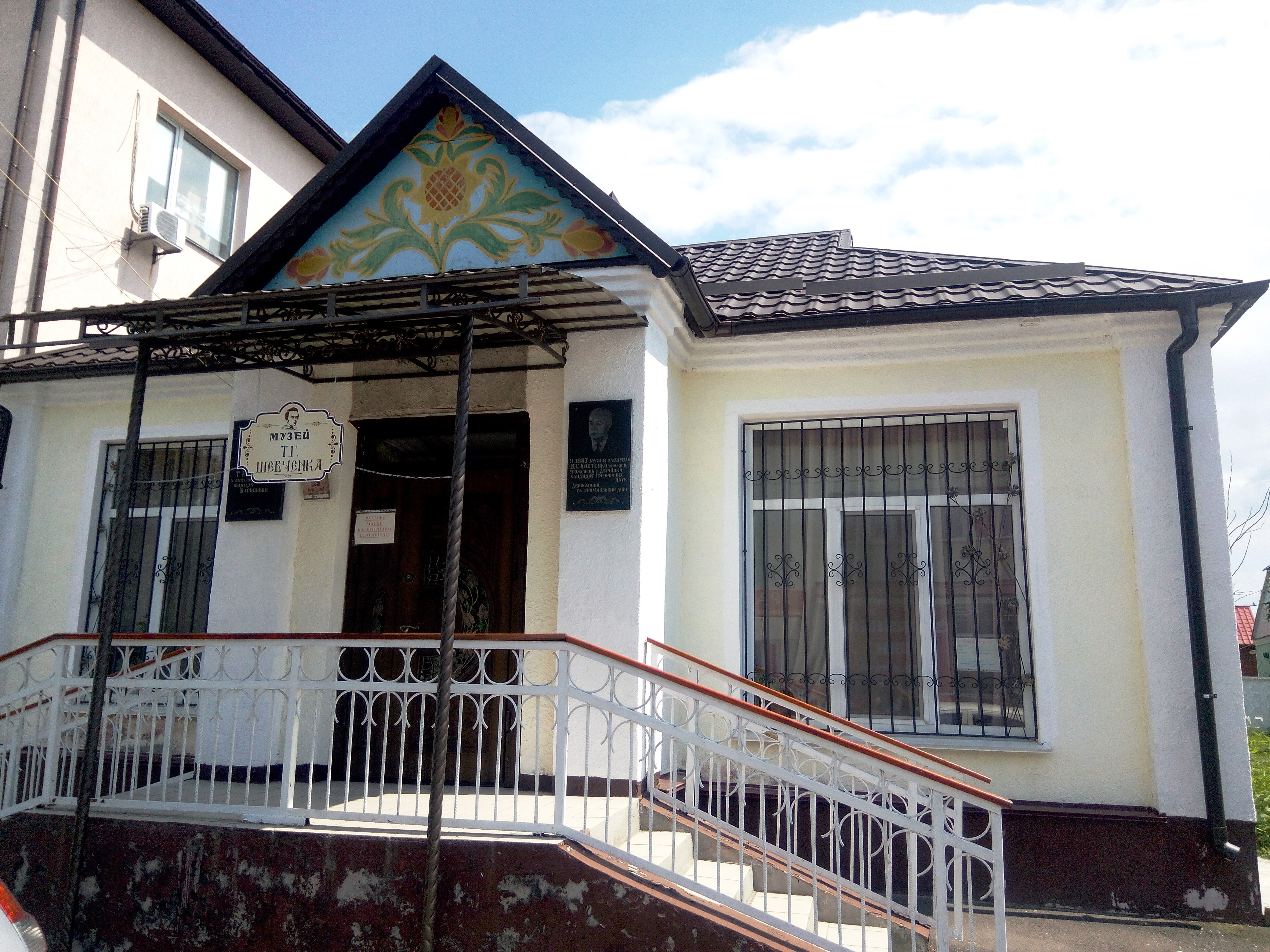
Музей Т. Г. Шевченка
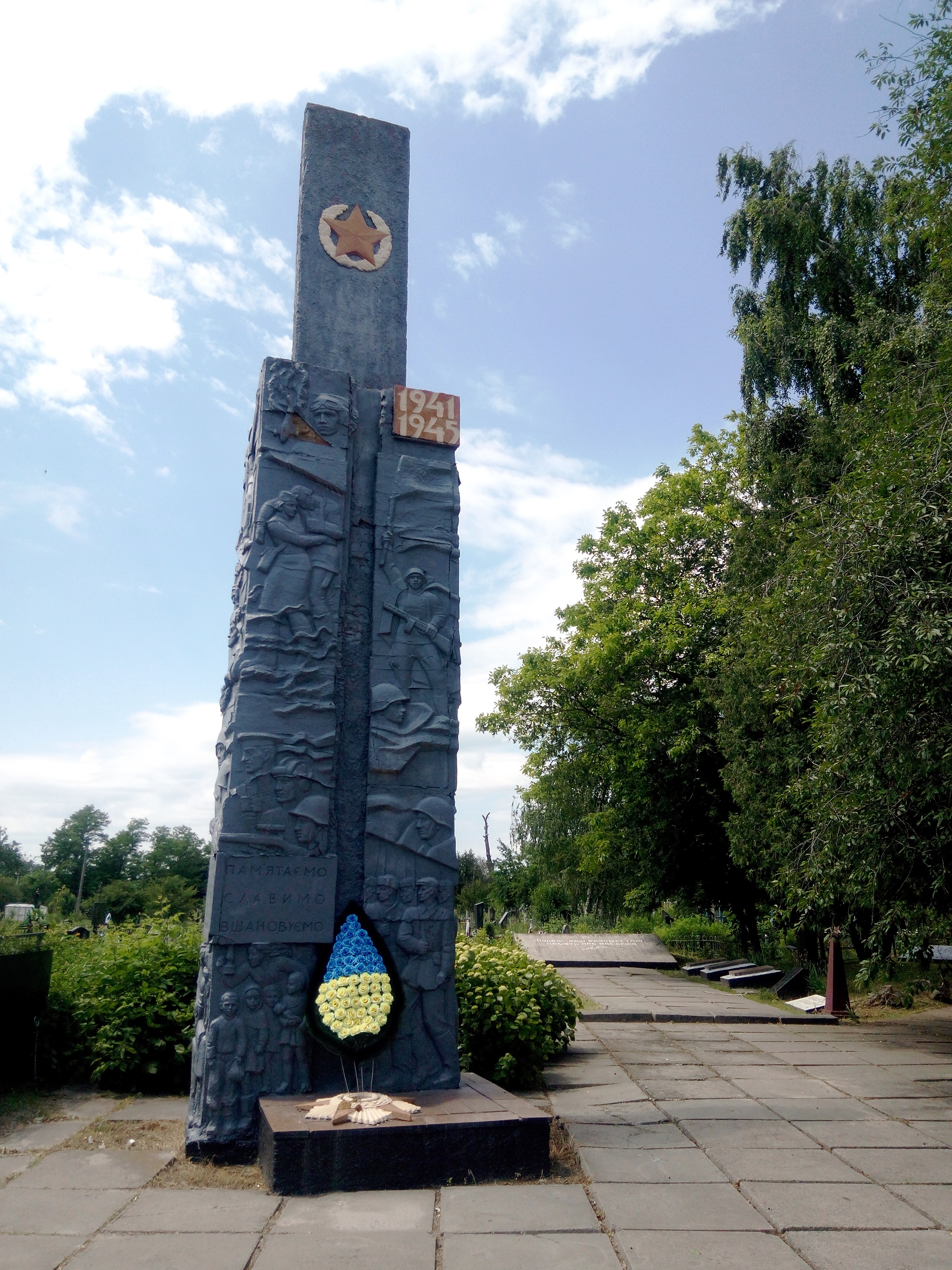
Меморіал загиблим у роки Другої світової війни
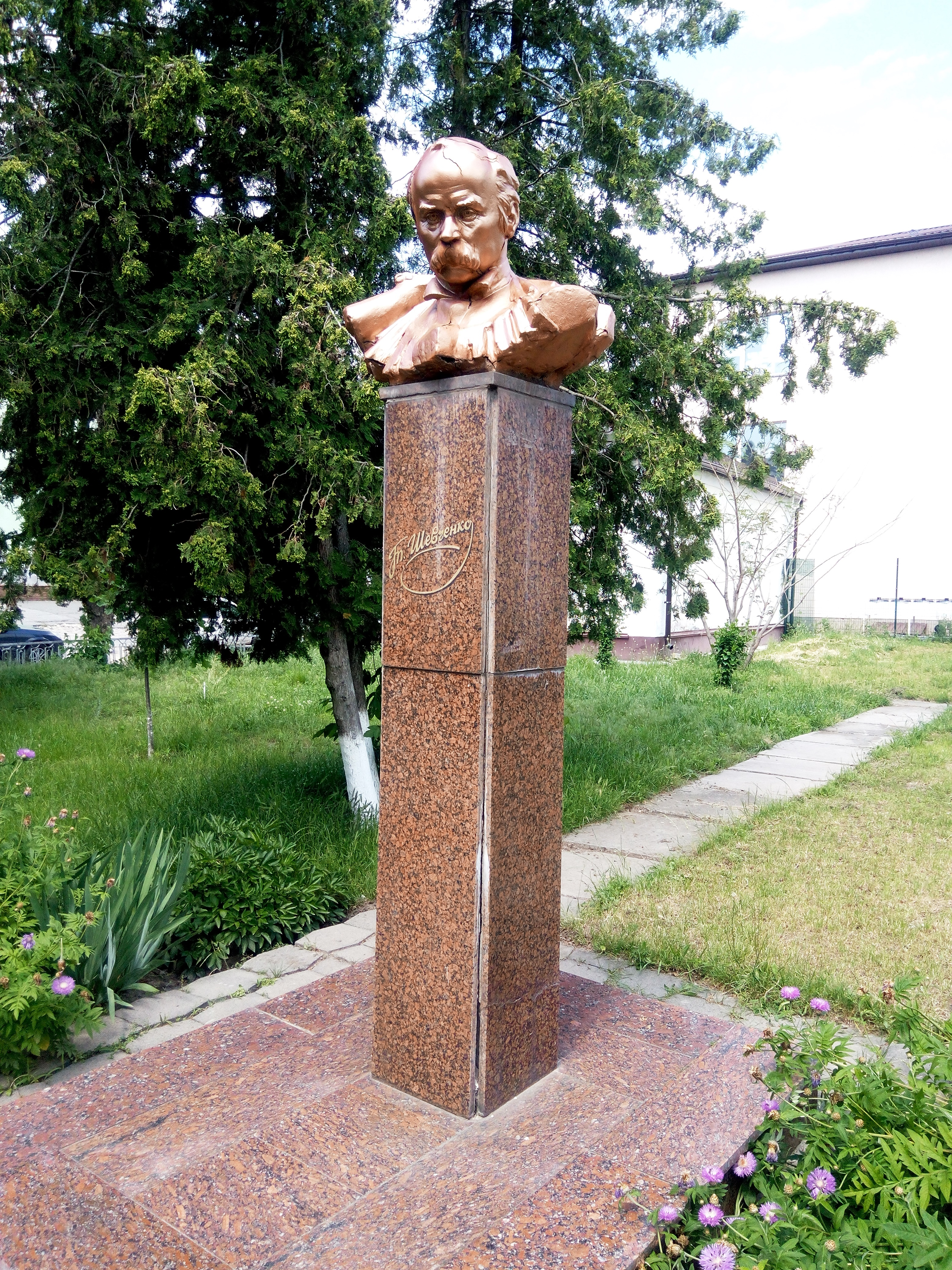
Погруддя Т. Г. Шевченка
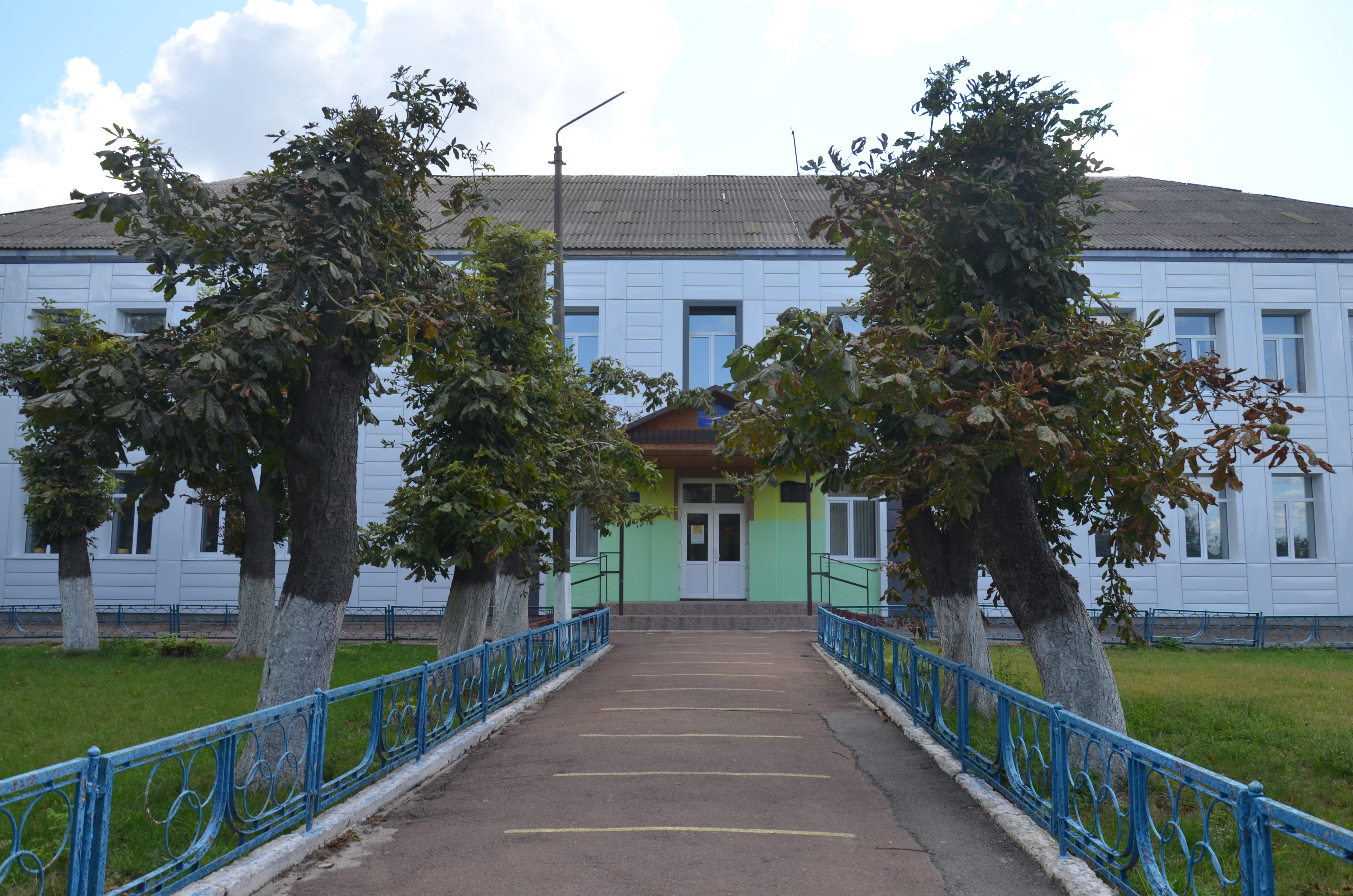
Баришівська загальноосвітня школа I—III ступенів імені Миколи Зерова
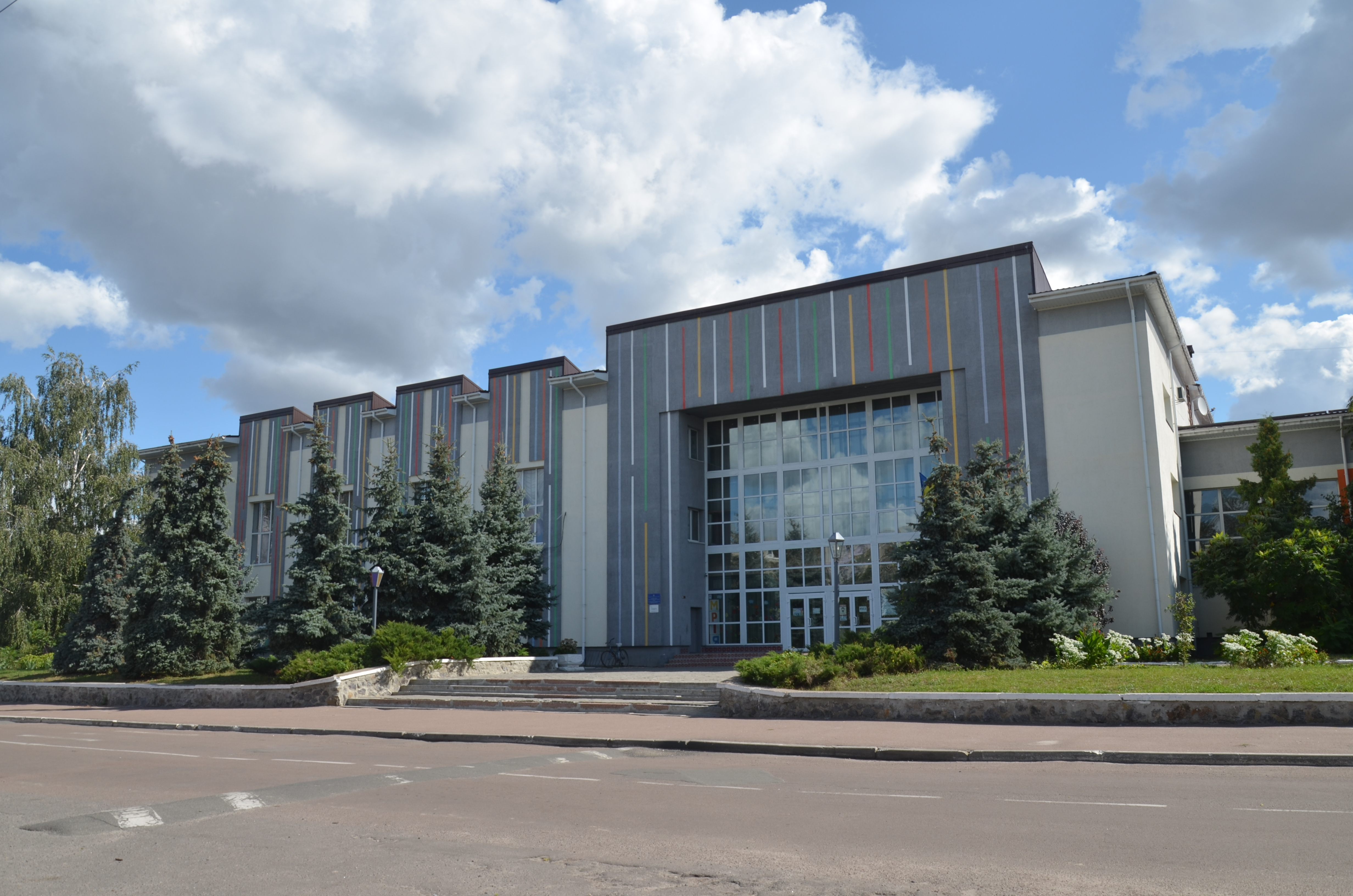
Центр дитячої творчості «Мрія», Баришівка
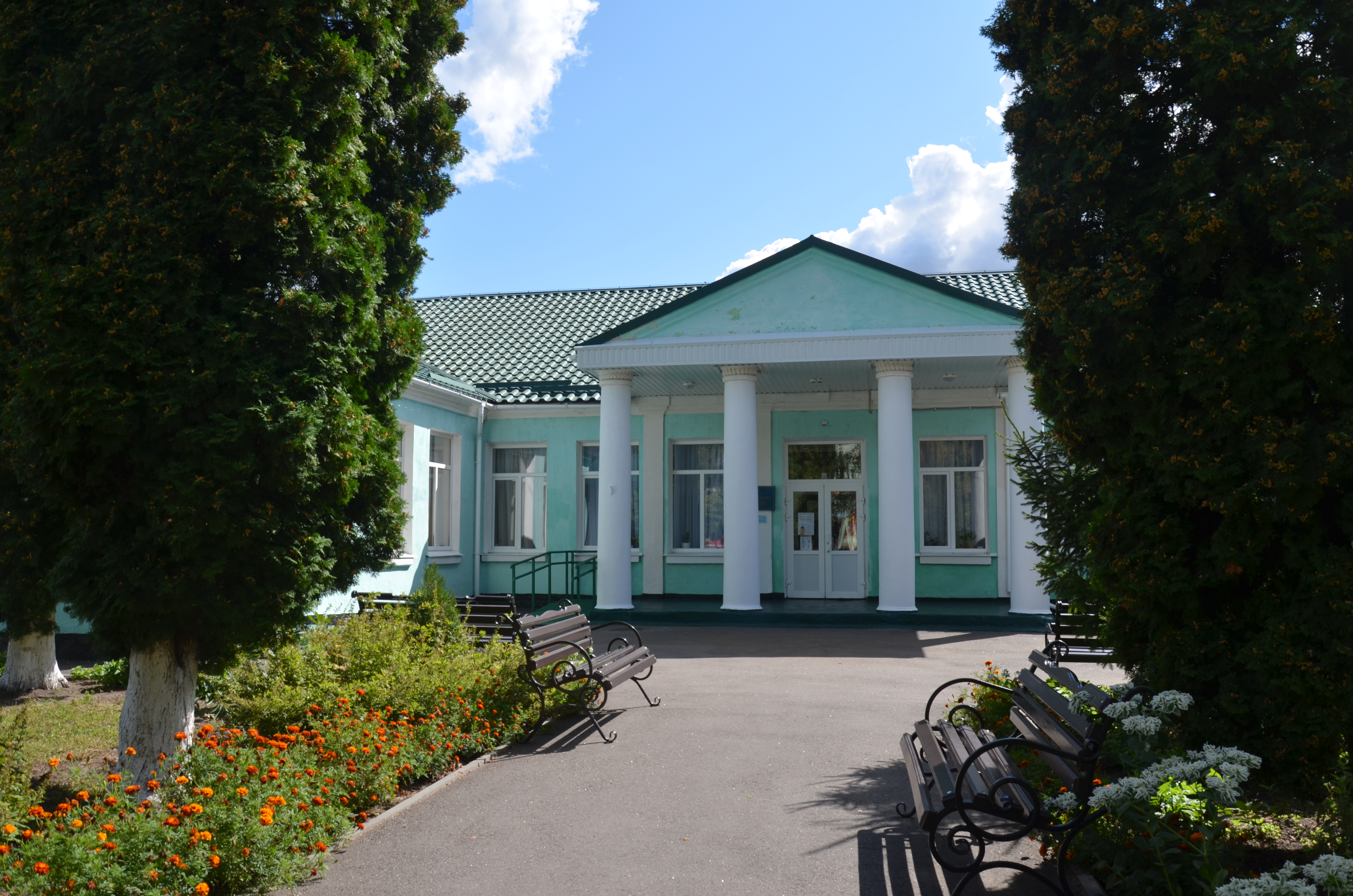
Баришівська дитяча музична школа
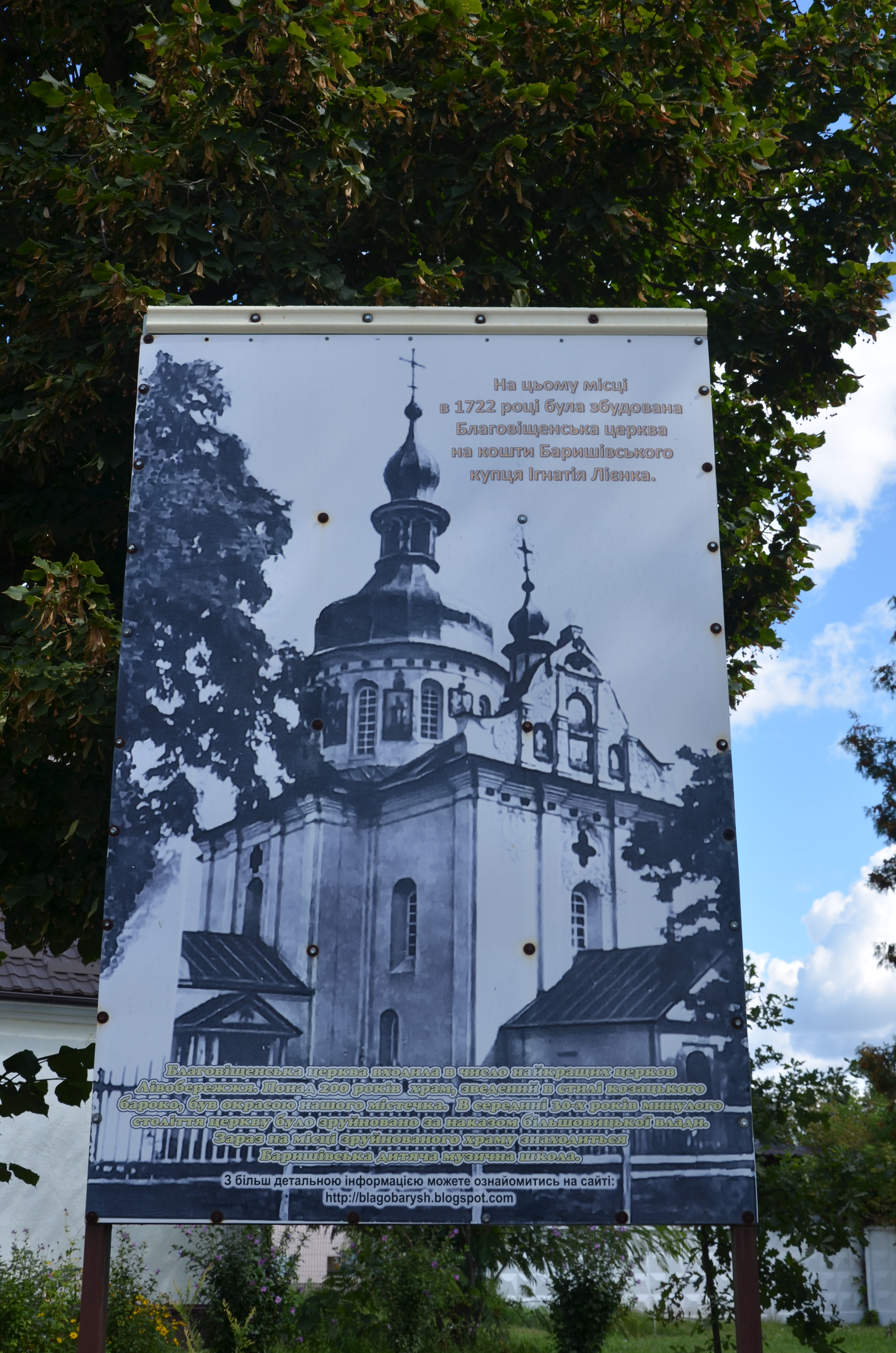
Знищена Благовіщенська церква у Баришівці
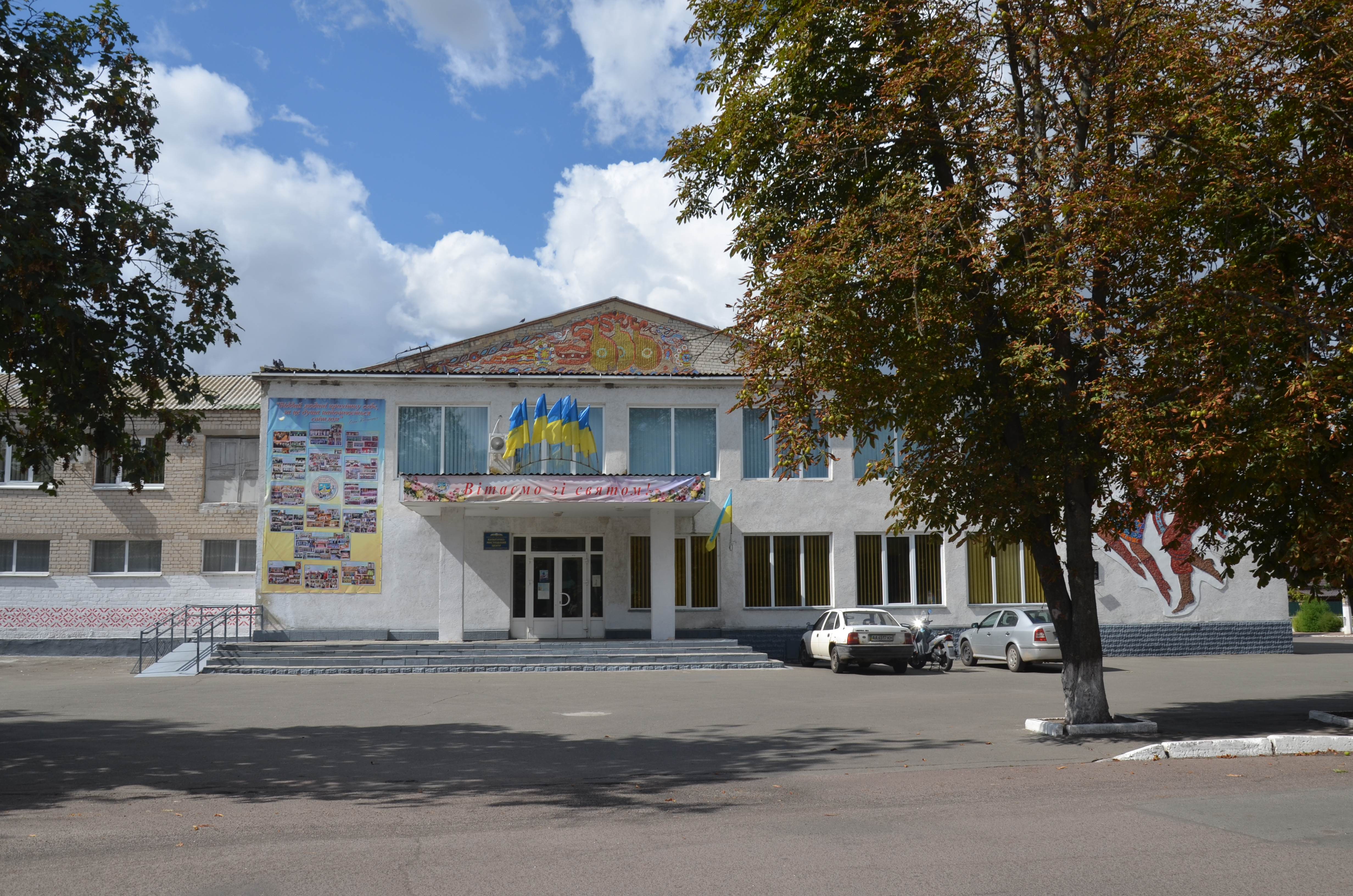
Будинок культури
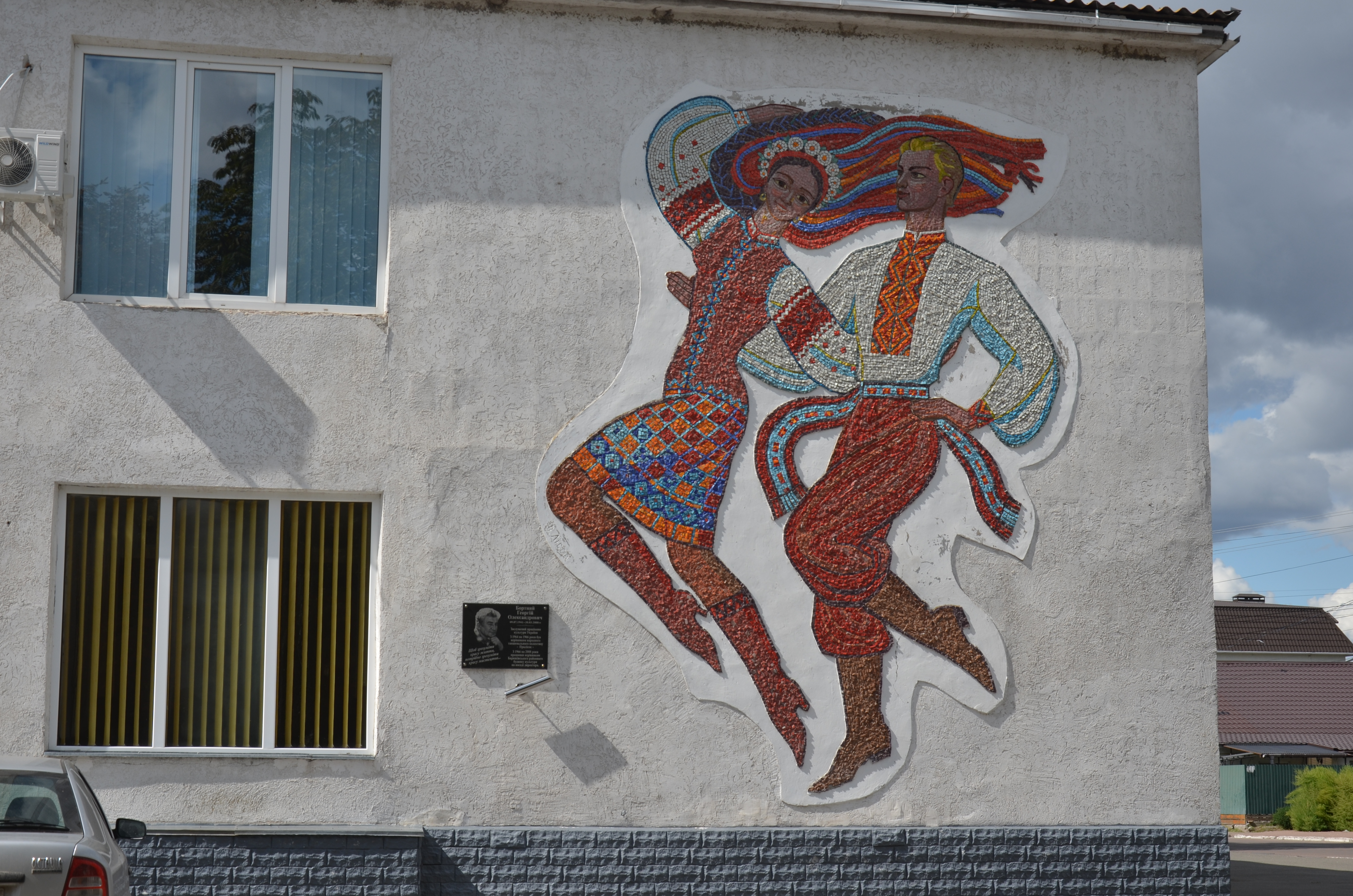
Мозаїка на будинку культури
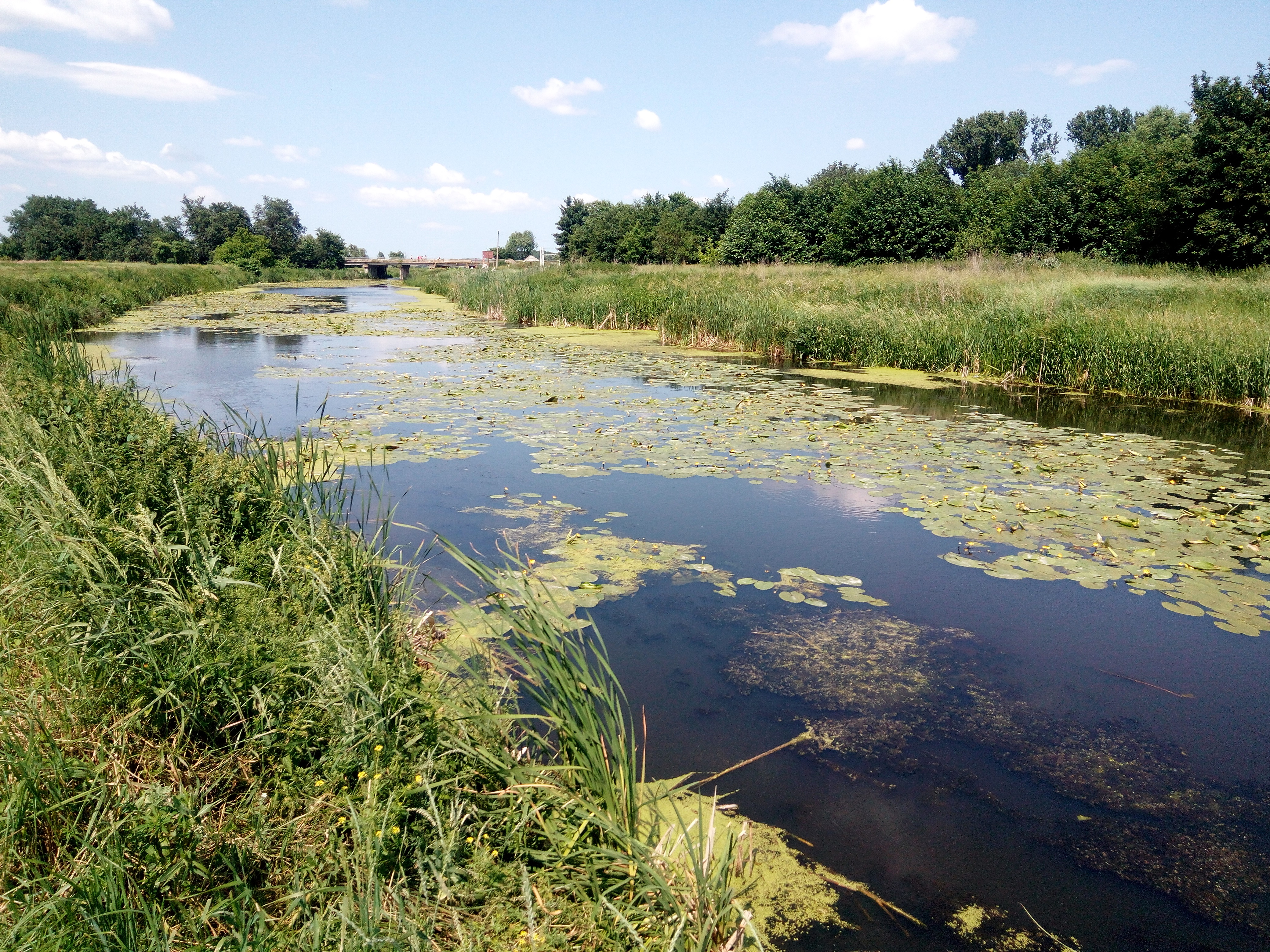
Краєвид на річку Трубіж
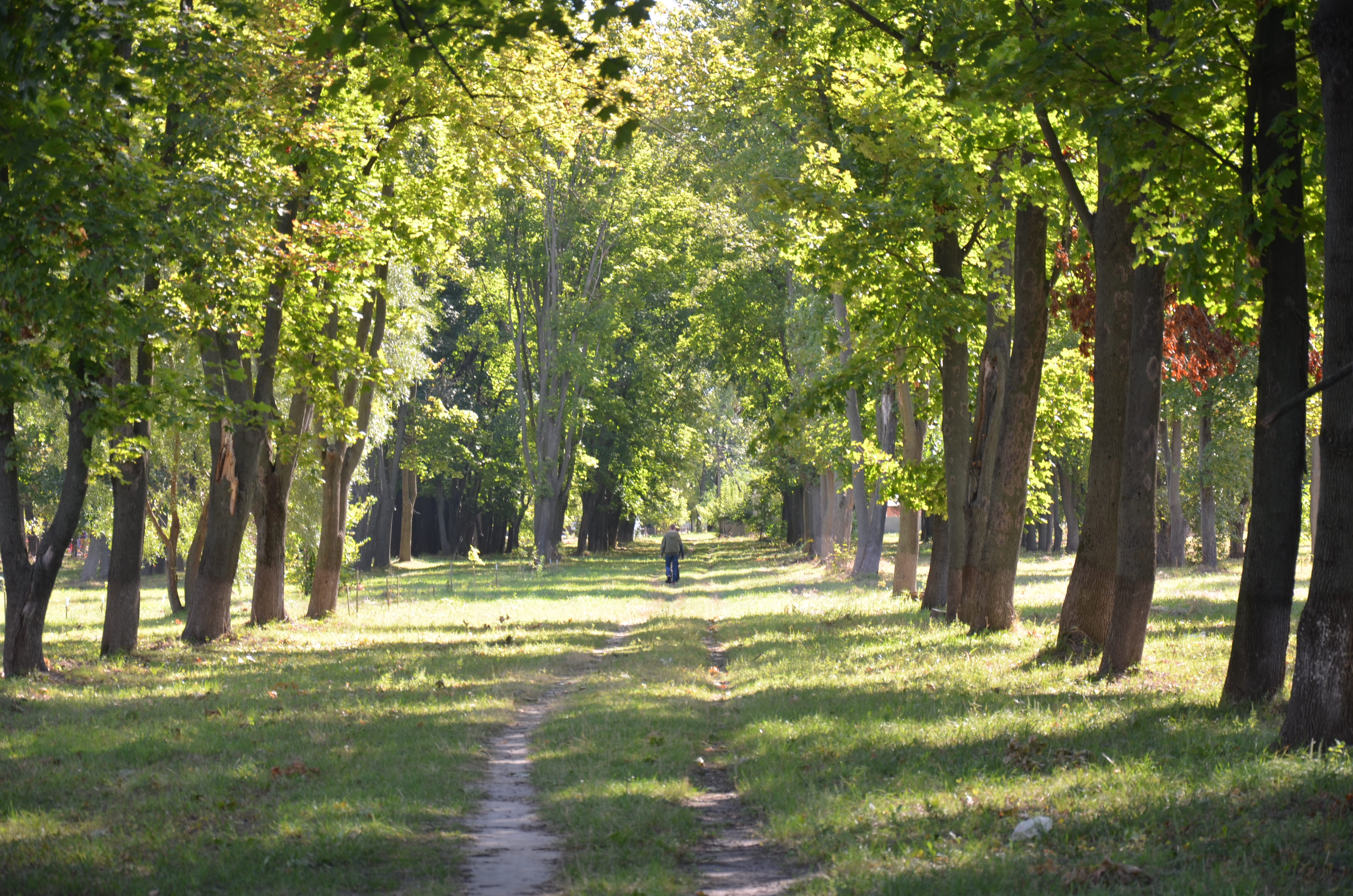
Парк, Баришівка
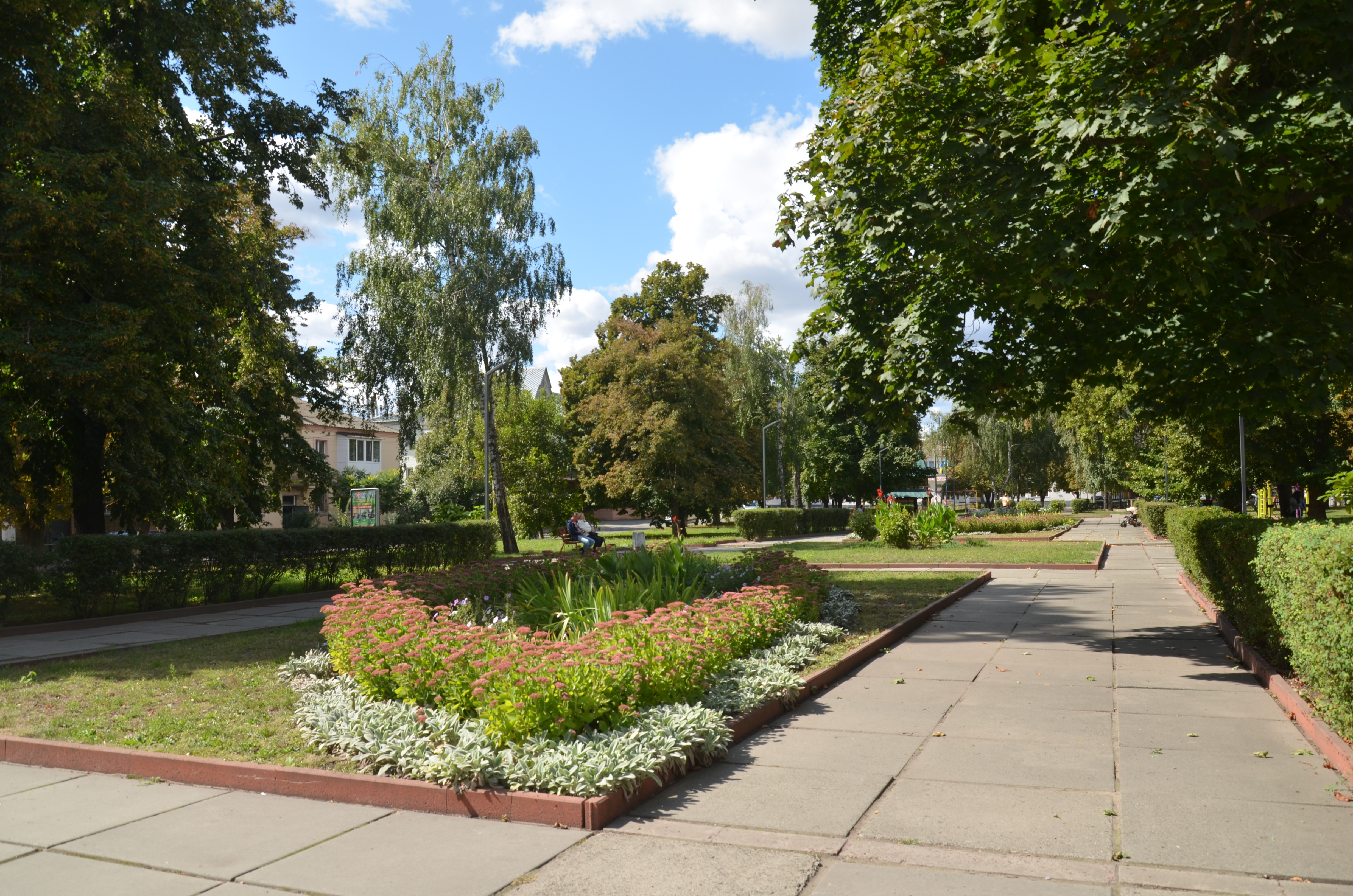
Сквер у центрі Баришівки
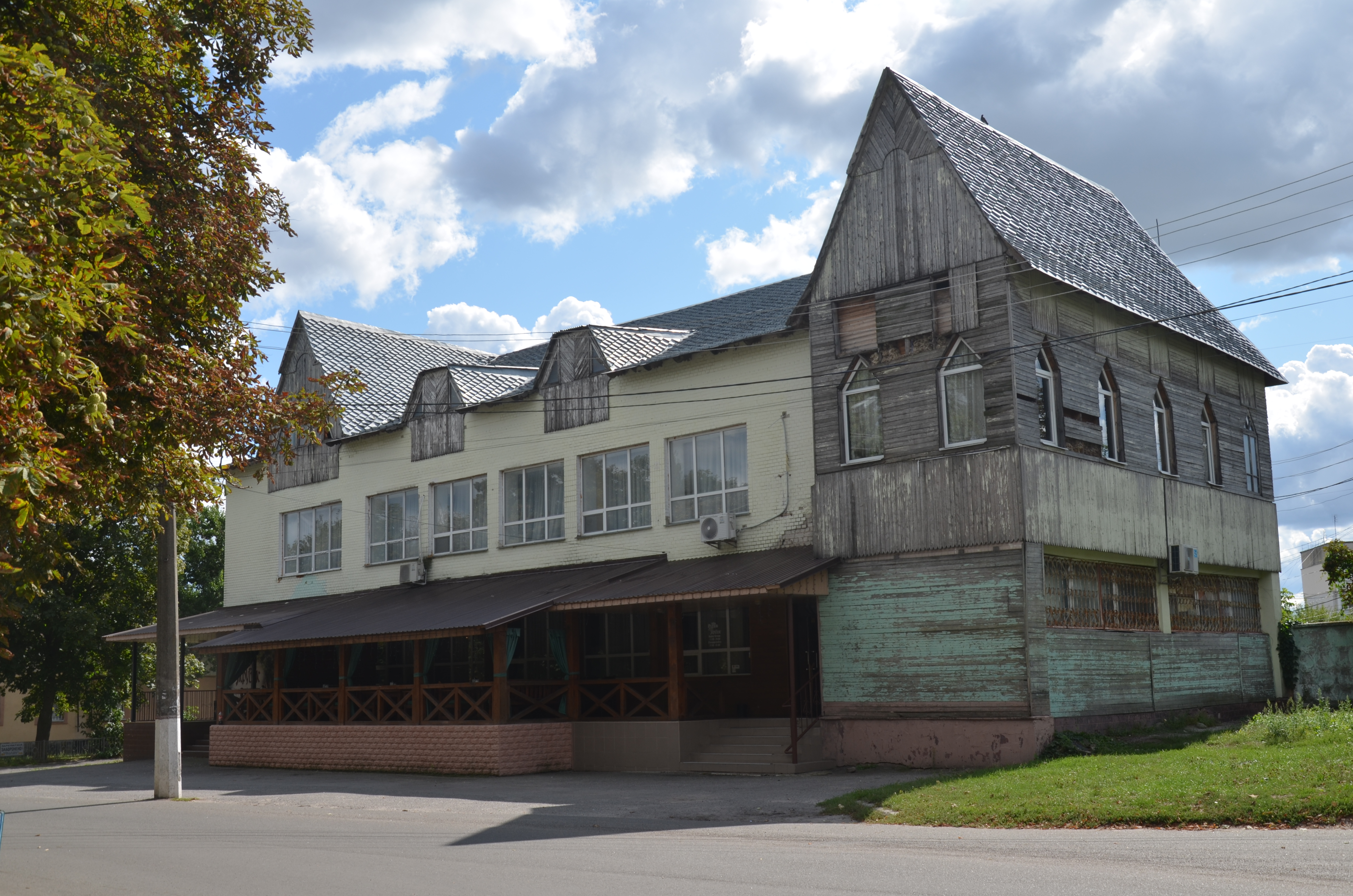
Ресторан «Трубіж»
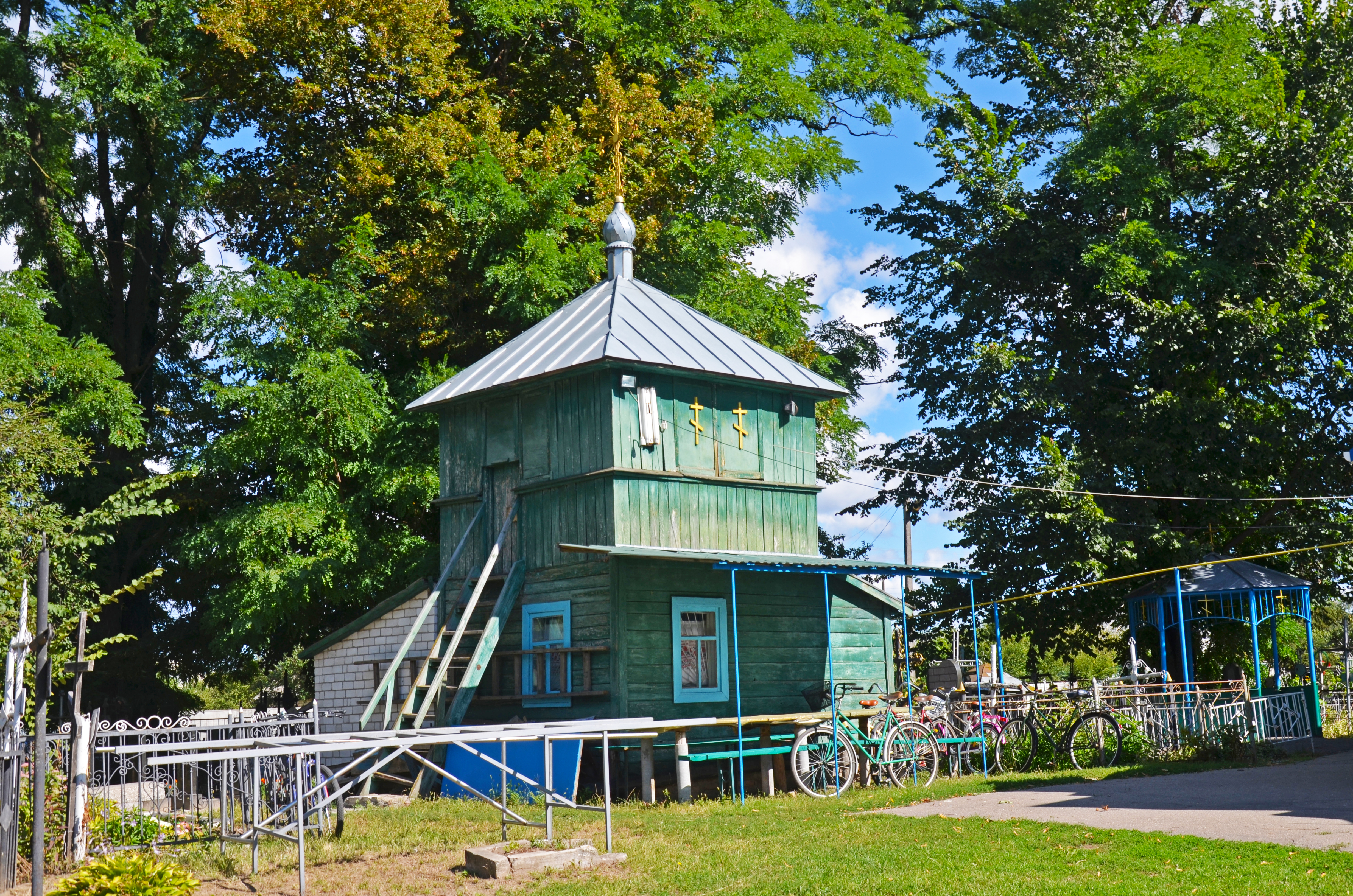
Старовинна дерев'яна дзвіниця на цвинтарі
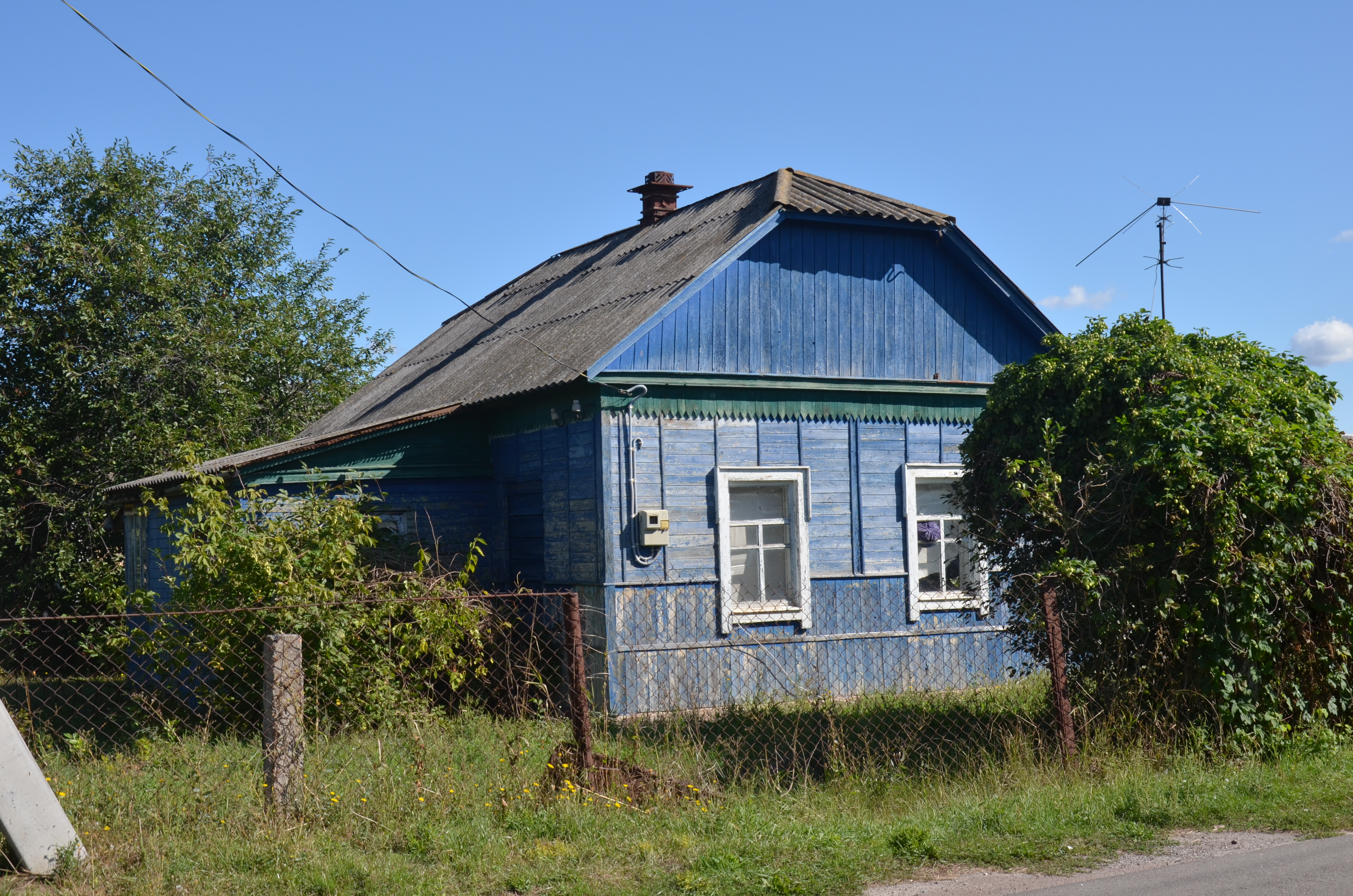
Зразок старої забудови Баришівки
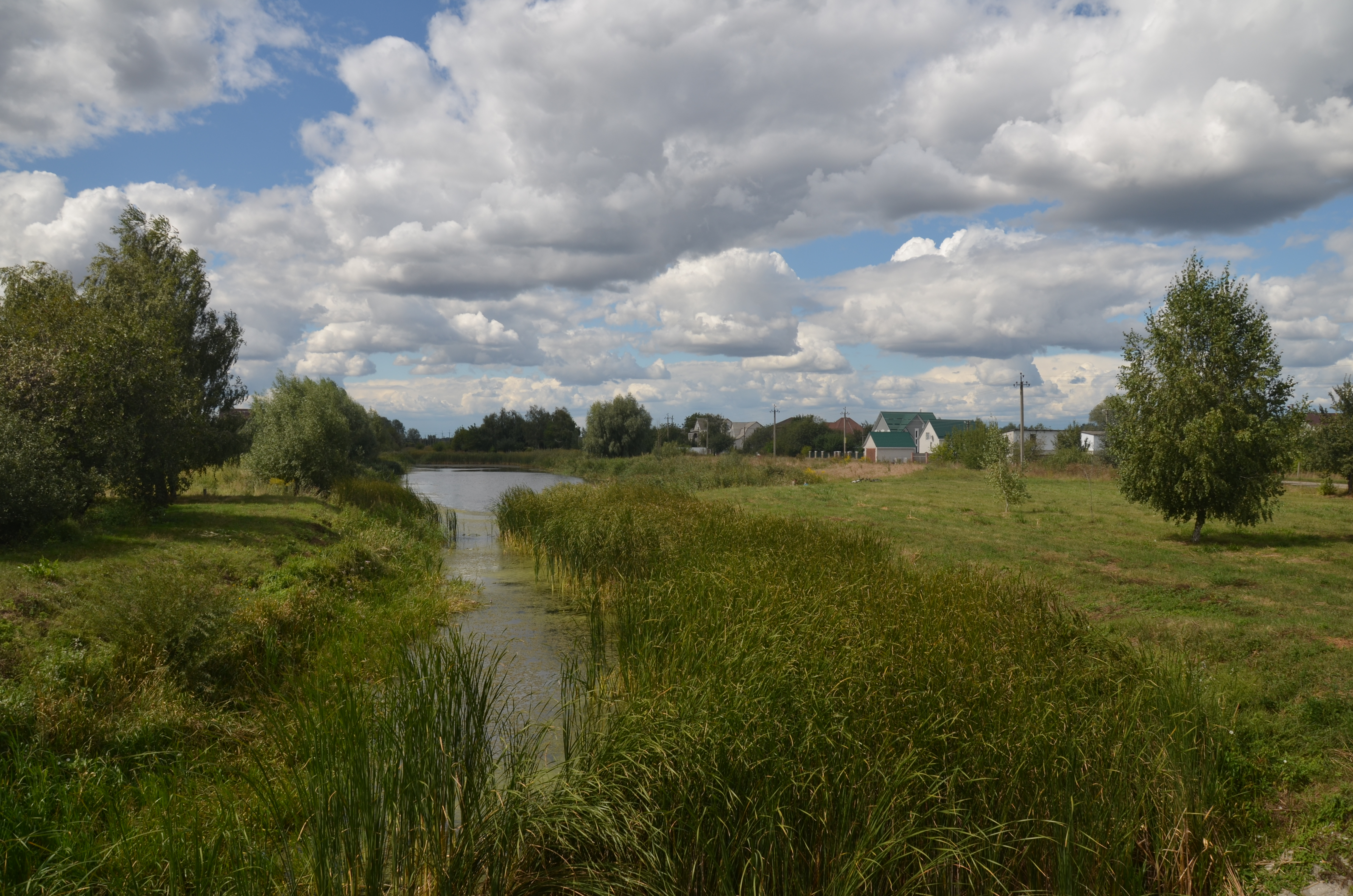
Ставок на річці Стара Красилівка в Баришівці